# Tsunami

Tsunami v Japonsku (2011) se ve městě Mijako valí přes ochranou zeď. Výška vlny zde činila přibližně 9 m.

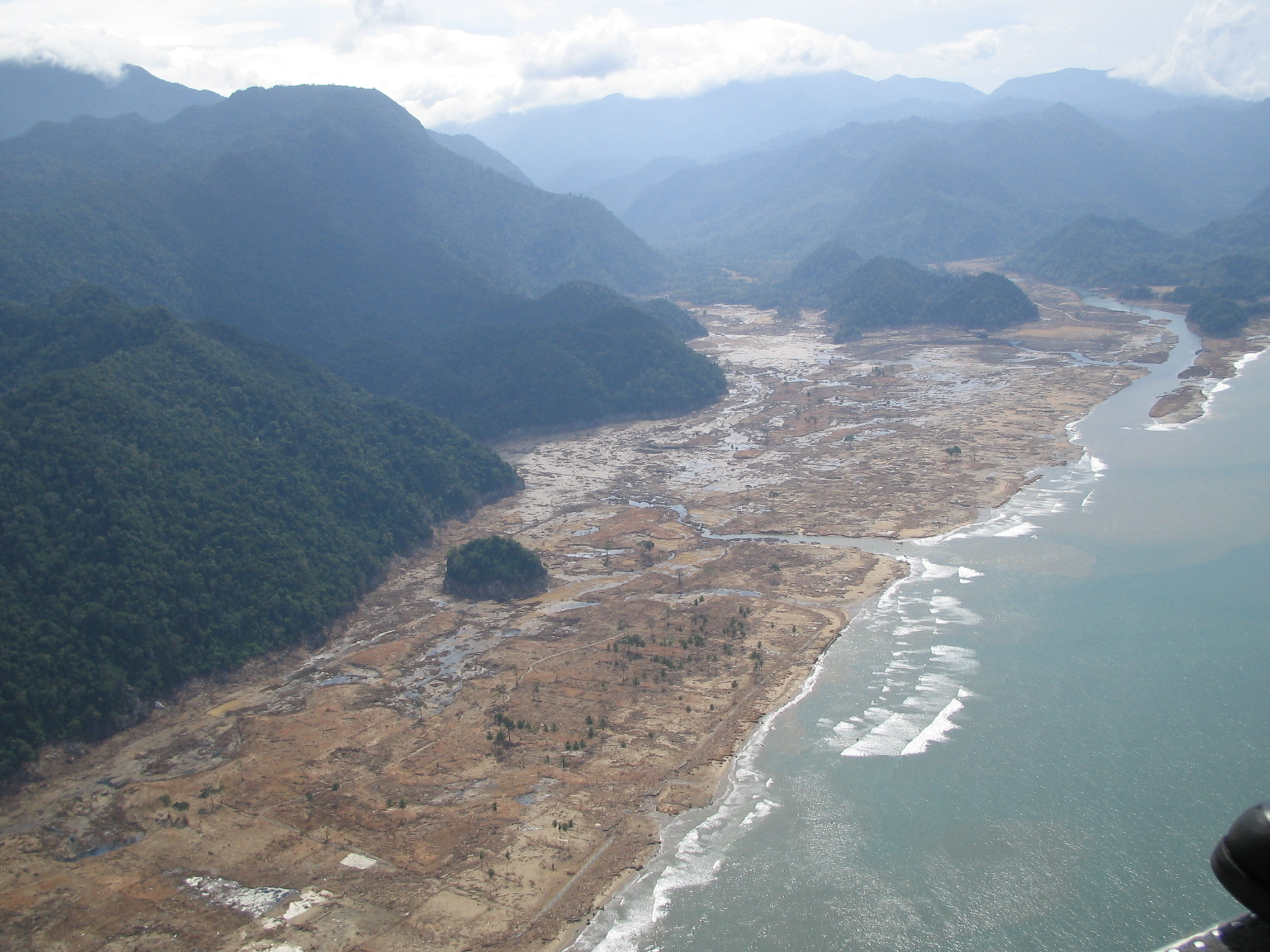
Těžce poškozené pobřeží na severu indonéského ostrovu Sumatra, který ležel nejblíže k epicentru zemětřesení z roku 2004. Průměrná výška vln v této oblasti činila 25–35 metrů.

Tsunami (psáno i cunami; japonsky 津波, hiragana: つなみ, v překladu vlna v přístavu) je jedna nebo série po sobě jdoucích vln, způsobených náhlým přemístěním velkého množství vody na velkých vodních plochách. Jeho vznik se neváže pouze na oceány a moře, ale může se objevit i ve vnitrozemí (jezero, vodní nádrž). Tsunami patří k nejničivějším přírodním fenoménům a v minulosti si opakovaně vyžádala vysoké ztráty na lidských životech a způsobila značné materiální škody.
Přes 90 % všech tsunami je vyvoláváno silným zemětřesením, jehož epicentrum leží na mořském dně nebo na pobřeží. Zbylých 10 % způsobuje sopečná činnost, sesuvy a vzácně také impakty planetek či komet. Tsunami se v žádném ohledu nepodobá běžným, větrem způsobeným vlnám. Odlišuje se řádově větším množstvím energie, vysokou amplitudou (výškou), dlouhou periodou a schopností za krátký čas urazit velké vzdálenosti. Zároveň tsunami nemá nic společného s přílivem a odlivem. Proto by se termín neměl synonymně zaměňovat s přílivovou vlnou.
Dojde-li při podmořském zemětřesení k vertikálnímu posunu mořského dna, předá se do vodního sloupce obrovské množství energie. Vzniká tedy vlnění, šířící se na všechny strany. Na hlubokém volném oceánu činí jeho rychlost až 800 km/h. Výška vlny zde dosahuje méně než 1 metr a díky obrovské vlnové délce při svém pohybu neškodně míjí proplouvající plavidla, aniž by si jejich posádky čehokoliv všimly. Jak se tsunami přibližuje k pobřeží a klesá hloubka vody, dochází k jeho zpomalování, zkracování vlnové délky a výraznému nárůstu výšky. Většina zaznamenaných tsunami při úderu na pevninu nepřesahovala výšku 3 m. Výjimečně silné může dosahovat výšky 10 metrů, v extrémních případech více než 30 m. Jelikož tsunami tvoří více různě velkých vln, v řádu desítek minut až hodin postupně bičují a zaplavují pobřeží. Mezi nejznámější neštěstí patří tsunami v Indickém oceánu v roce 2004, které si vyžádalo 230 tisíc obětí a stalo se jednou z největších přírodních katastrof. Roku 2011 zasáhlo Japonsko nejsilnější zemětřesení v jeho dějinách. Následné tsunami zabilo více než 15 tisíc lidí a poškozením atomové elektrárny Fukušima nastala nejhorší jaderná havárie od katastrofy v Černobylu.

## Etymologie

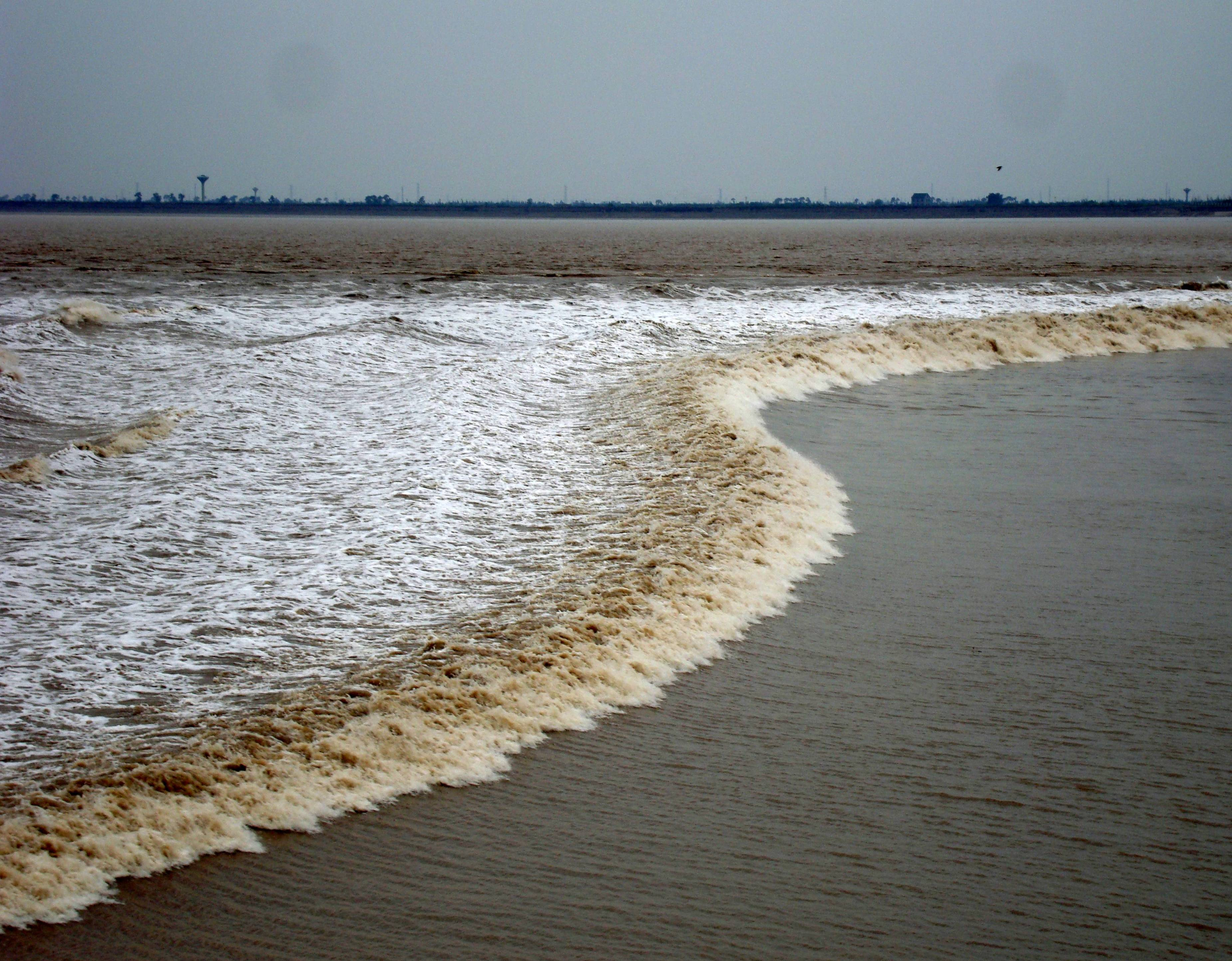
Přílivová vlna na řece Čchien-tchang v Číně.

Termín tsunami pochází z japonštiny, kde je slovo 津波 složeno ze slov cu (津 – „přístav“) a nami (波 – „vlna“). V doslovném překladu tedy znamená „vlna v přístavu“.
Ve slovníku spisovné češtiny není slovo uvedeno. Důvodem je nízká frekvence používání vzhledem ke geografické poloze České republiky, kde se tento přírodní fenomén běžně nevyskytuje. Podle Pravidel českého pravopisu se jako základní tvar doporučuje cunami, což je přímý přepis japonského slova podle zásad české transkripce. Novější jazykové příručky, například Nový akademický slovník cizích slov, uvádějí jako správné nejen cunami, ale stejně tak i tsunami, což je původně anglický přepis stejného japonského slova. V praxi se běžněji užívá tvar tsunami. Z hlediska gramatiky je slovo tsunami nesklonné a původně středního rodu. V současné češtině se však stále častěji užívá v rodě ženském, zejména ve spojení s podstatným jménem „vlna“.

### Přílivová vlna
Pro tsunami se někdy jako synonymum používá termín přílivová vlna. To je ve skutečnosti zavádějící zaměňování pojmů, jelikož se jedná o dva odlišné jevy, které nemají nic společného. Přílivová vlna je na několika místech světa pravidelně se opakující vlna, vyvolaná kombinací silného přílivu a specifické topografie v dané lokalitě. S přílivovými vlnami lze setkat například v Anglii (řeky Severn, Mersey), na Aljašce (zátoka Turnain), v Brazílii (Amazonka) nebo Číně (Čchien-tchang).

## Vznik

### Zemětřesení

Mapa světa, obsahující názvy desek, vektory jejich pohybu a různé druhy jejich rozhraní.
divergence
transformní zlom
konvergence - kolize
konvergence - subdukce

Epicentra zemětřesení mezi roky 1900–2017 s magnitudem vyšším, než 6,0 M_{w}.

Tři základní typy pohybů horninových bloků:
A: Horizontální (strike-slip)
B: Normálový (normal)
C: Přesmykový (reverse)

Zemský povrch se skládá ze sedmi velkých a dvanácti menších litosférických desek. Tyto kusy pevné litosféry, jejíchž horní část tvoří oceánská a kontinentální kůra, v podstatě „plavou“ na plastické vrstvě svrchního pláště – astenosféře. Díky tomu se neustále pohybují rychlostí přibližně 2–10 cm/rok. Většina zemětřesení vzniká na okrajích (rozhraní) dvou desek, neboť konstantním pohybem vzniká mezi nimi napětí, které se uvolňuje ve formě otřesů. Některá zemětřesení se objevují i na aktivních zlomech mimo rozhraní dvou desek (tzv. vnitrodesková zemětřesení). Přibližně 90 % zemětřeseních na planetě, včetně těch nejsilnějších, probíhá v tzv. Ohnivém kruhu, což je 40 tisíc km dlouhý tektonický pás, lemující téměř celý Tichý oceán.
Zhruba 90 % všech zaznamenaných tsunami bylo vyvoláno zemětřesením. Nicméně ne každé zemětřesení je toho schopno. Zásadně musí dojít k narušení vodního sloupce, zpravidla vertikálním pohybem mořského dna. Tím je celá masa mořské vody nad místem vzniku vytlačena ze své normální rovnováhy, jelikož voda je nestačitelná kapalina. Když se tato masa snaží působením gravitace znovu získat ztracenou rovnováhu, vytváří vlny. Sloupec vody přitom kmitá ode dna oceánu až k hladině, což vysvětluje obrovskou energii, kterou s sebou tsunami nese. Následně se vzniklé vlny v soustředných kružnicích šíří na všechny strany. Účinky tsunami nejsou stejné na všechny strany. Směrovost záleží na mechanismu rozruchu.
Aby zemětřesení bylo tsunamigenní (tzn. vytvořilo tsunami), musí splňovat určitá kritéria. Prvním je jeho velikost, respektive síla (magnitudo). Otřesy slabé intenzity toho schopny nejsou. Neexistuje žádná minimální hodnota, která by určovala jasnou hranici, kdy tsunami zaručeně vznikne. Obecně lze říct, že je velmi málo pravděpodobné u zemětřesení o síle 6,5 Mw a méně. U většiny evidovaných tsunami byly původcem otřesy o síle více než 7,0 Mw. Skutečně ničivé vlny spouští zemětřesení s magnitudem +8,0 Mw. Nutno dodat, že překročení této hodnoty stále nezaručuje vznik tsunami. S velikostí zemětřesení koreluje i délka prasklého zlomu. Při seismických událostech s magnitudem 9,0 Mw může délka poruchy činit přes 1000 km. Dalším důležitým kritériem je hloubka zemětřesení. Čím mělčí je hypocentrum (ohnisko), tím více energie se dokáže přenést až k vodnímu sloupci. Naopak hluboká zemětřesení, s hypocentry pod 100 km, tsunami negenerují, jelikož na mořském dně nedojde k potřebným deformacím. Tsunami vyvolávají, jak zemětřesení způsobeny přesmykem (výzdvihem), tak i normálovým pohybem (poklesem).
Existují tři základní typy rozhraní tektonických desek:
- konvergentní rozhraní (subdukce/kolize) - dvě desky se pohybují proti sobě. Drtivá většina tsunami vzniká právě na tomto typu.[5][41]
- divergentní rozhraní - desky se pohybují od sebe a nevzniká takové napětí. Zemětřesení tu proto nejsou tak silná a obecně negenerují vertikální pohyb horninových bloků. Tsunami jsou na divergentních hranicích desek velmi vzácná, slabá a lokálního charakteru.[41]
- transformní zlomy - desky se horizontálně pohybují vedle sebe. Ačkoliv zemětřesení mohou být velmi silná, tak tsunami obecně nezpůsobují, jelikož primární složka pohybu je horizontální. Přesto omezený vertikální pohyb není zcela vyloučen. Pokud k němu dojde, tsunami je lokálního charakteru a nedosahuje takové intenzity jako u konvergentních rozhraní.[41]

#### Subdukce

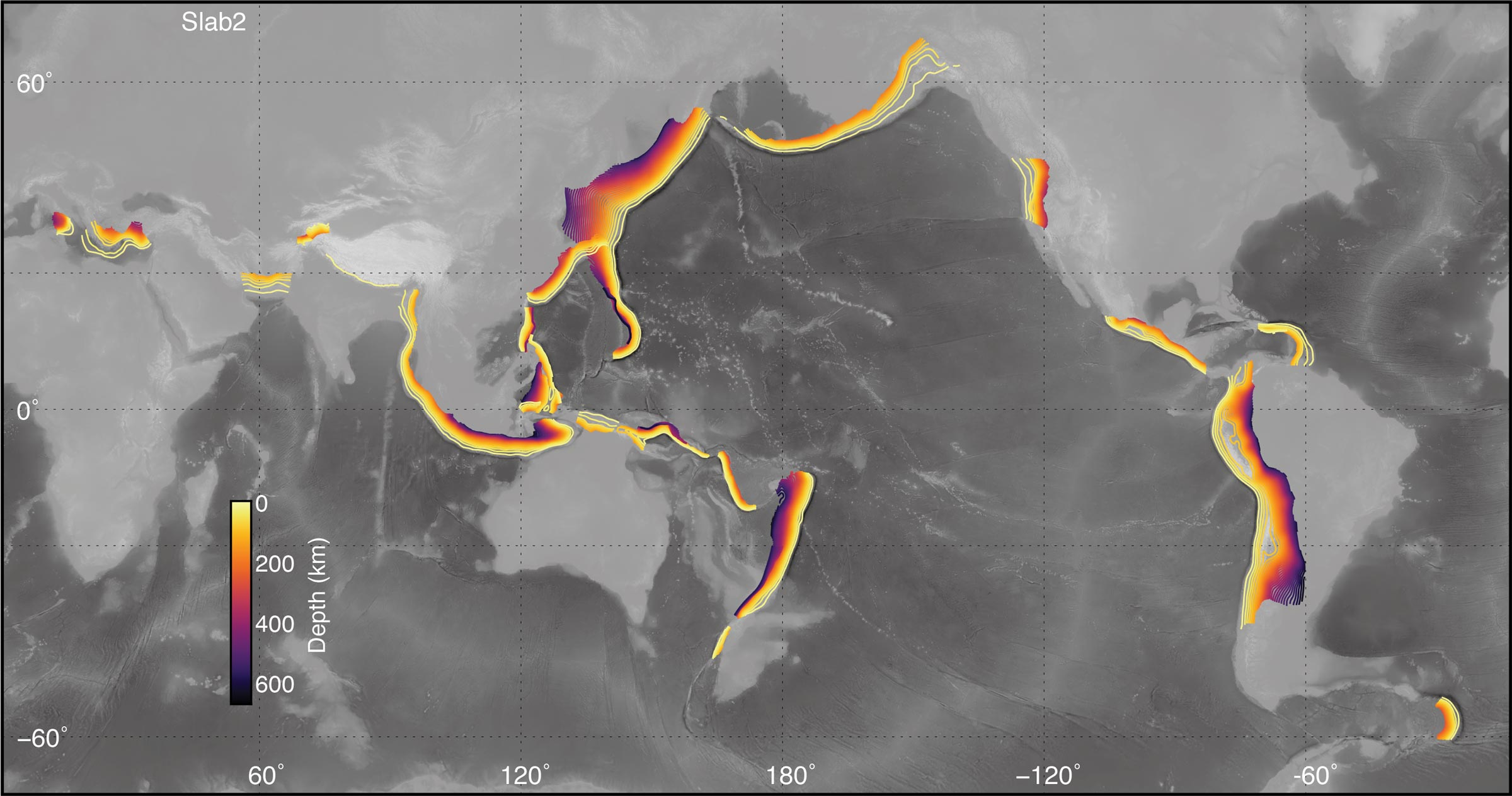
Mapa světa s vyznačenými subdukčními zónami. Barevné škálování označuje hloubku hypocenter zemětřesení.

Nejsilnější zemětřesení a tedy i nejničivější tsunami mají na svědomí extrémně silná zemětřesení (anglicky megathrust earthquakes) v subdukčních zónách. Tato zemětřesení mohou přesáhnout magnitudo 9,0 Mw a vyvolat transoceánské tsunami. Takové vlny jsou schopné bez větší ztráty své energie překonat celý oceán a na jeho druhé straně, tisíce kilometrů od epicentra, stále způsobovat rozsáhlou destrukci. Jako subdukce se označuje konvergentní rozhraní, kde se dvě litosférické desky pohybují proti sobě a jedna z nich (zpravidla lehčí oceánská) se podsouvá pod pevninskou, přičemž se postupně noří hlouběji až do zemského pláště. Mezi oběma deskami na zlomové ploše dochází vlivem velké adheze k silnému tření. To klade odpor vůči jejich neustálému pohybu, což produkuje velké množství slabých zemětřesení. Jestliže se do sebe zaklesnou, začne stále se podsouvající oceánská deska deformovat tu pevninskou. Tím na zlomu dochází k výraznému nárůstu napětí. Čím je větší odpor mezi oběma deskami, tím více energie se naakumuluje. Její ukládání může trvat stovky nebo více než tisíc let. Jakmile odpor mezi deskami již nedokáže vzdorovat rostoucímu napětí a překročí se kritický bod, energie je náhle uvolněna. Dochází k permanentní deformaci horní desky a vzniká zemětřesení. Během deformace nastává zpravidla reverzní pohyb (přesmyk) mořského dna, respektive jeho výzdvih. Tím je převedena energie do vodního sloupce. Doba návratnosti silného zemětřesení se u jednotlivých subdukčních zón liší. Toto kvaziperiodické hromadění a uvolňování napětí se říká seismický (zemětřesný) cyklus a nastává i u jiných typu zlomů, nejenom u subdukcí.

Schéma seismického cyklu v subdukční zóně
Výchozí pozice dvou desek subdukční zóny po předešlém velkém zemětřesení.
Podsouvající se oceánská deska deformuje pevninskou desku. Tím ve zlomu vzniká obrovské napětí.
Okamžité uvolnění nahromaděné energie po dosažení kritického bodu. Vyrovnání deformace do výchozí pozice. Vertikální složka pohybu narušuje vodní sloupec.
Vzniká vlna tsunami, šířící se na všechny strany.

#### Transformní zlomy
Transformní zlomy je typ rozhraní, kde se dvě tektonické desky pohybují horizontálně podél sebe (anglicky strike-slip). Vlivem tření vzniká na zlomové ploše napětí, uvolňující se ve formě otřesů. Nejznámějším transformním zlomem je San Andreas v Kalifornii, kde se pacifická deska pohybuje na sever, kdežto severoamerická na jih. Tyto zlomy se také nachází na divergentních rozhraních, kde jimi vyrovnává nesouvislá expanze nově vznikající desky.
Tsunamigenní potenciál transformích zlomů je malý, jelikož horizontální pohyb nemá za běžných okolností schopnost vodní sloupec narušit. Nicméně některá zemětřesení jsou přeci jen schopná vyvolat silné, byť územně stále omezené tsunami. Nejrozšířenější hrozbou jsou následné podmořské sesuvy. Tsunami ovšem může vzniknout i za jiných, poměrně specifických podmínek. Pokud zlom vede paralelně v blízkosti zátoky protáhlého tvaru a zemětřesení je supersmykové (tzn. že šíření uvolňování napětí po délce zlomu probíhá rychleji, než je rychlost seismických vln), může uvést do pohybu nebezpečné vlny. Nejzranitelnějším místem je špička zátoky, kde proběhne akumulace energie vlny a tedy významnému navýšení její výšky.

### Sopečná činnost

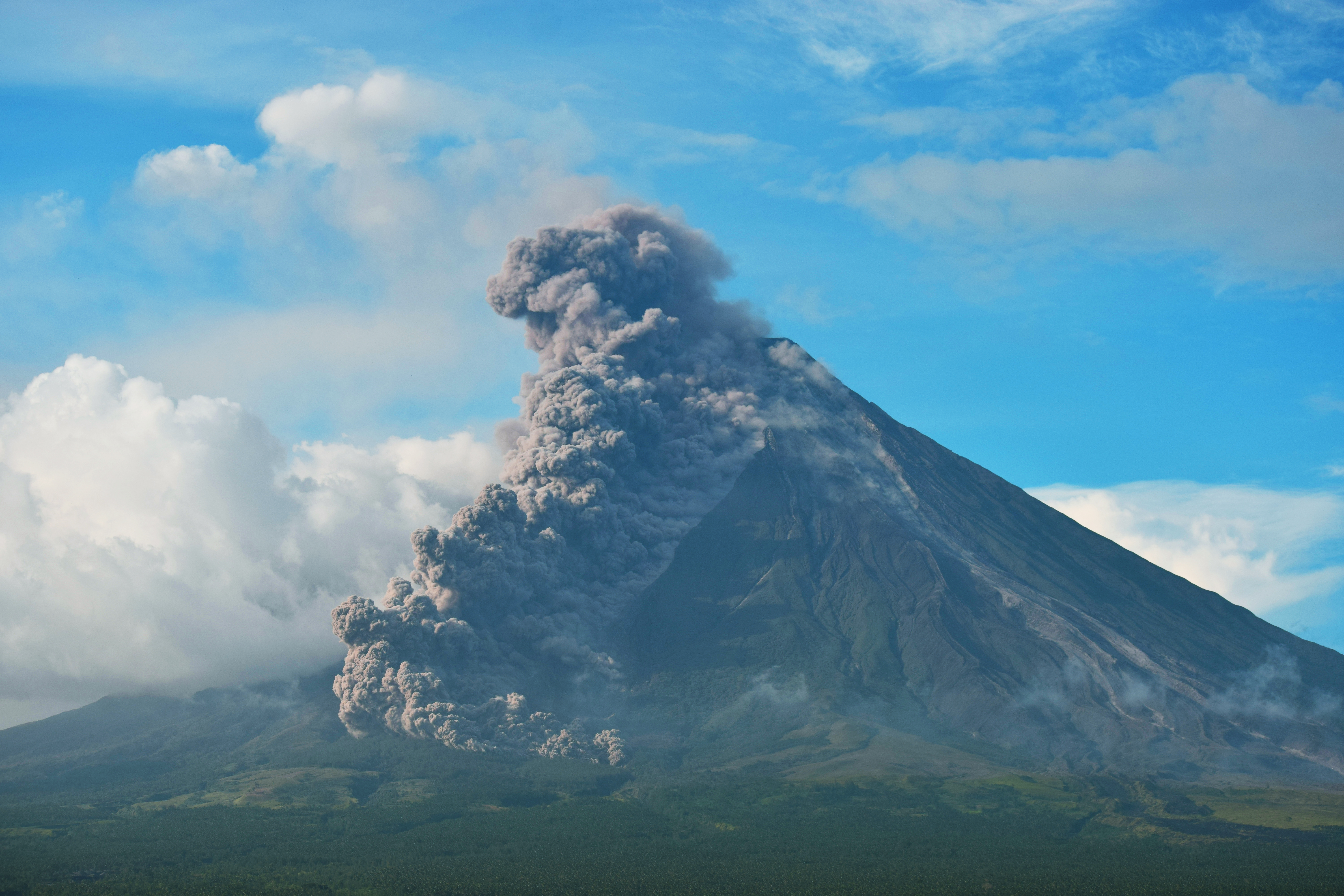
Pyroklastický proud na filipínském vulkánu Mayon.

Tlaková vlna, vyvolaná velmi silnou explozí během erupce podmořské sopky Hunga Tonga, 15. ledna 2022.

Zhruba 5 % všech tsunami připadá na vulkány a sopečnou činnost. Jako bodový zdroj ale nejsou schopné vytlačit dostatečně velký objem vody, proto jsou obvykle lokálního charakteru. Nicméně aby se daly do pohybu ničivé vlny, nemusí nutně dojít k erupci. Některá vulkanogenní tsunami lze řadit mezi tzv. megatsunami. Mezi hlavní příčiny tsunami sopečného původu patří:
- Sesuv sopečného tělesa – vulkanická tělesa (sopečné kužele), tvořená vrstvami lávy a pyroklastik, vykazují širokou škálu nestability (hydrotermálními změnami, magmatickou intruzí nebo celkovou strukturální nestabilitou).[55] Sesuvy nemusí být spojeny s aktuální aktivitou sopky. Je-li jejich objem dostatečný, jsou velmi častou příčinou tvorby lokální megatsunami. Mezi ukázkové případy tsunami vyvolaná sesuvem sopečné struktury se řadí například Krakatoa 2018, Stromboli 2002 nebo Unzen 1792.[53][54]
- Pyroklastické proudy nebo lahary – prudký průnik laharu (sopečný bahnotok) nebo pyroklastických proudů do vodní plochy umí vytlačit poměrně velké množství vody. Obzvlášť velký tsunamigenní potenciál mají objemné pyroklastické proudy (s objemem >1 km³).[52] Právě tento fenomén byl hlavním důvodem vzniku série několik až 46 metrových vln, které si při erupci vulkánu Krakatoa roku 1883 vyžádaly 30 tisíc mrtvých.[51][53] Stejný proces dal při erupci Tambory roku 1815 do pohybu tsunami a následkem toho zemřelo 4 600 lidí.[15][51][56]
- Laterální erupce - laterální (bočně směřovaná) erupce je vzácná a atypická erupce, kdy často dochází také k částečné destrukci (sesuvu) sopečného tělesa. Velmi známým příkladem je americká sopka Mount St. Helens. Silná laterální erupce v roce 1980 vytlačila vody přilehlého jezera Spirit do megatsunami o výšce 260 m.[53][54][57]
- Podvodní erupce – ačkoliv podvodní erupce (například surtseyský typ) nejsou tsunamigenní, dostatečná silná exploze dokáže svou silou na velmi krátký okamžik vytvořit ve vodní mase kráter. Jeho následné gravitační zborcení generuje vlny s malou amplitudou a velmi krátkým dosahem.[51][54]
- Kalderizace – silná explozivní erupce pliniovského typu vede k částečnému vyprázdnění magmatického krbu, jehož nadloží se v jejím závěru propadne do uvolněného prostoru, což se na zemském povrchu projeví vznikem kaldery - několik kilometrů široké kotlovité prohlubně s hloubkou několik set metrů. Doba tohoto dramatického procesu není pevně vymezena, ale trvat může v řádu minut nebo hodin.[51][54]
- Tlakové vlny – atmosférické akustické gravitačními vlny, vyvolané prudkými explozemi v průběhu sopečných erupcí, přenášejí do vodní masy svojí energii jevem, známým jako nelineární rezonance. Atmosférické vlny se šíří rychlostí blízkou rychlostí zvuku. Generují tak sekundární tsunami, které na pobřeží dorazí mnohem rychleji, než konvenční tsunami, jehož jeho pohyb je limitován pomalejší rychlostí vlnění ve vodě. Ačkoliv tyto vlny mají velmi velký dosah (transoceánské), jejich amplituda (výška) je nízká. Tímto mechanismem se například zformovalo sekundární tsunami při erupcí sopek Hunga Tonga Haʻapai (2022) a Krakatoa (1883).[54][58][59][60][61]

### Sesuv

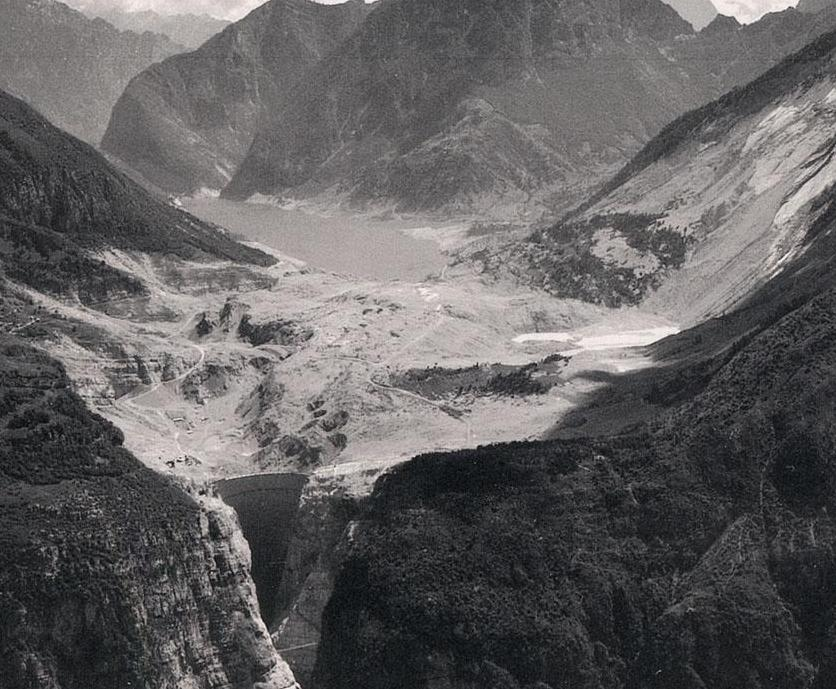
Pohled na hráz italské přehrady Vajont a sesunutou masu hornin.

Sesuvy patří mezi významné, i když relativně méně časté příčiny. Zahrnují rychlý pohyb velkého objemu hornin, půdy, sedimentů nebo ledovce, který způsobí vytlačení vody. Mohou probíhat jak na souši, tak pod vodní hladinou (podvodní sesuvy). K podmořským sesuvům obvykle dochází na pevninských svazích, okrajích kontinentálních šelfů nebo v hlubokomořských příkopech. Může se odehrát i na svazích se sklonem pouhý 1°. Výsledné vlastnosti tsunami závisí na několika faktorech, jako je objem sesunutého materiálu, rychlost jeho pohybu a hloubka vody. Sesuv je často iniciován zemětřesením. A to i takovým, které by ničivé vlny samo o sobě nevyvolalo (např. nízké magnitudo nebo horizontální pohyb horninových bloků). Mezi další příčiny lze zařadit také erozi nebo vulkanickou činnost. V závislosti na rozsahu sesuvu je vzniklé tsunami lokálního, někdy i regionálního charakteru a velice zřídka zasahují více vzdálené oblasti. Obzvláště nebezpečné jsou tyto události v blízkosti pobřeží, kam mohou vlny dorazit velice brzy, čímž je čas na evakuaci omezený.
Významné události:
- Lituya Bay (1958) - silné zemětřesení na Aljašce vyvolalo následný sesuv 30 mil. m³ hornin do fjordu. Vznikla 524 m vysoká megatsunami s velmi krátkým dosahem. Jedná se tak o nejvyšší zaznamenanou vlnu v historii. Ačkoliv odlehlé místo bylo neobydlené, zemřelo ve fjordu 5 osob.[62][66]
- Papua Nová Guinea (1998) - zemětřesení iniciovalo podmořský sesuv. Zhruba 25 km dlouhý úsek pobřeží zasáhly až 12m vlny a o život připravily 1600 lidí.[67]
- Přehrada Vajont (1963) - v důsledku lidského přičinění se do přehrady na severu Itálie, tehdy nejvyšší na světě, sesunula masa hornin, převyšující objem samotné vodní nádrže. Megatsunami s výškou 250 m se převalilo přes hráz a zdevastovalo přilehlé město Longarone, včetně dalších obcí. Neštěstí si vyžádalo 2117 obětí.[68][69]

### Jiné příčiny

#### Impakty
Tsunami generovaná dopadem planetky nebo komety je extrémně vzácný jev, který dosud nebyl pozorován. Aby těleso přežilo průlet zemskou atmosférou, musí mít průměr alespoň 30–50 m. Statisticky se Země střetně s objekty o průměru 100 m jednou za 1 000 let. Náraz impaktoru o velikosti více než 1 km se odehrává již každých 100 tisíc let. Pravděpodobnost střetu tudíž klesá s jejich velikostí. Jelikož 71 % povrchu naší planety zabírají moře a oceány, je vyšší šance, že k dopadu dojde do vody. Rozsah takové události určuje kinetická energie nárazu, závisející na velikosti i rychlosti tělesa. Pro vlastnosti následných vln je dalším důležitým faktorem také hloubka vody v místě zásahu. Tsunami po dopadech velkých těles mají velkou vlnovou délkou, díky níž neztrácejí energii a jsou tak transoceánské. Navíc při zásahu pobřeží mají vysokou amplitudu a tím i značný destruktivní potenciál. Při dopadu 14km planetky Chicxulub před 66 miliony let do mělkých vod Mexického zálivu vzniklo megatsunami s počáteční výškou 4,5 kilometrů, která po 10 minutách klesla na 1,5 kilometru. Pobřeží zálivu zasáhly vlny o výšce přesahující 100 m, zatímco severem Atlantiku a jihem Pacifiku se přehnalo tsunami s amplitudou přesahující 10 m.

#### Lidská činnost
V roce 1917 se v kanadském přístavu v Halifaxu srazila dvě plavidla, z nichž jedno převáželo přes 2600 tun výbušnin a hořlavin. Požár lodi zapříčinil masivní explozi a vznik 10-18m vlny. Výbuch i tsunami si vyžádaly zhruba 2 tisíce mrtvých a 9 tisíc zraněných.
V roce 1946 byl v rámci operace Crossroads proveden test atomové bomby s označením Baker. Bomba o síle 23 kt byla odpálena v hloubce 27 m. K nejbližšímu ostrovu, vzdáleném 6 km od místa exploze, dorazila série vln s výškou 5-6 metrů. Další podvodní testy v následujících letech však prokázaly, že jaderné zbraně jsou pro generování vln málo účinné. Důvodem je skutečnost, že výbuch vytlačí pouze malý objem vody na omezené ploše. Vzniklé vlny tak velmi rychle ztrácí svou energii a zároveň se v žádném ohledu nepodobají skutečnému tsunami. Většina síly výbuchu se navíc spotřebuje na vyvržení vody nebo její přeměnu v páru. Z provedených testů také vyplynulo, že čím hlouběji dojde k detonaci, tím menší vlny zformuje.
Na konci druhé světové války experimentovala novozélandská a americká armáda s konvenčními výbušninami v rámci projektu Seal. Jeho cílem bylo zjistit, zda by bylo možné mnohočetnými explozemi uměle vyvolat tsunami, které by se mohlo využít k vojenským účelům jako alternativa k tehdy vyvíjeným jaderným zbraním. Experiment však nepřinesl očekávané výsledky.

## Popis

Zjednodušená vizualizace přenosu energie při tsunami, kdy osciluje celý vodní sloupec – od hladiny po mořské dno.

Tsunami je gravitační vlna, protože gravitace se snaží vyrovnat náhlou deformaci hladiny vody, čímž se vytváří vlnění. Tuto deformaci nejčastěji způsobuje rozruch v podobě podmořského zemětřesení, vulkanismu, sesuvu nebo impaktu vesmírného tělesa. Tyto dramatické události jsou schopné do vodní masy předat obrovské množství energie. Vzniklé vlny se od místa vzniku šíří na všechny strany v soustředných kružnicích, přičemž při pohybu se jejich energie přenáší po celé výšce vodního sloupce (od hladiny až po dno). Kinetická energie se přenáší z molekuly na molekulu a nejedná se tak o proud vody. Vlnová délka tsunami dosahuje stovek kilometrů a perioda 5-120 minut. Naproti tomu větrem generované vlny vznikají v důsledku přenosu energie z větru na hladinu vody, který vytváří tlak na hladině a tím ji rozvlní. Takové vlny jsou taktéž gravitační, ale mají malou vlnovou délku (90–180 m), krátkou periodu (5–20 sekund) a jejich řádově menší energie se přenáší jen přes nejsvrchnější část vodního sloupce, což je činí fyzikálně zcela odlišnými od tsunami, ačkoliv spolu sdílí základní charakteristiky.
K popisu vln, se užívají tyto základní parametry:
- Vlnová délka: je vzdálenost mezi dvěma po sobě jdoucími hřebeny (nebo jinými identickými body na vlně). Určuje horizontální rozměr vlny.
- Perioda: je časový interval mezi dvěma po sobě jdoucími hřebeny nebo stejnými body vln, měřený v sekundách.
- Amplituda: je svislá vzdálenost od klidné hladiny k hřebenu nebo údolí vlny.
- Rychlost: jakou se vlna pohybuje po hladině.
- Výška: je svislá vzdálenost mezi hřebenem a údolím vlny, tedy dvojnásobek amplitudy.

### Rychlost
| Hloubka (m) | Vlnová délka (km) | Rychlost (km/h) |
| ----------- | ----------------- | --------------- |
| 10          | 10,6              | 36              |
| 50          | 23                | 79              |
| 200         | 48                | 159             |
| 2 000       | 151               | 504             |
| 4 000       | 213               | 713             |
| 7 000       | 282               | 943             |

Rychlost tsunami závisí především na hloubce moře. V hlubokých vodách se pohybuje velmi rychle, zatímco v mělkých pobřežních oblastech se jeho rychlost výrazně snižuje. Tato závislost se dá vyjádřit rovnicí, podle níž se rychlost {\displaystyle c_{\mathrm {T} }} určuje jako odmocnina součinu gravitačního zrychlení {\displaystyle g=9{,}81\;\mathrm {m} /\mathrm {s} ^{2}} a hloubky vody {\displaystyle h}:
{\displaystyle c_{\mathrm {T} }={\sqrt {g\,h}}}
V oceánech s hloubkou kolem 6 000 metrů dosahuje rychlost šíření téměř 900 km/h, což je srovnatelné s rychlostí dopravních letadel. Díky tomu může tsunami během několika hodin překonat celý oceán a rozšířit se na vzdálenost tisíců kilometrů. Zpomaluje teprve až v mělkých vodách, kde se zároveň zkracuje vlnová délka a roste amplituda (výška) vlny.

### Vlnová délka

Animace vlivu hloubky moře na rychlost, vlnovou délku a amplitudu tsunami.

Tsunami se vyznačují extrémně dlouhou vlnovou délkou, která může v hlubokém oceánu přesahovat 500 km (zatímco u běžných větrných vln je to jen 90–180 m). Ta je úzce spojena s periodou, jež se pohybuje od 5 minut do 2 hodin. Při přibližování k pevnině se vlnová délka zkracuje, zatímco perioda zůstává neměnná. Jelikož tsunami obvykle tvoří více vln, je právě perioda důvodem, proč je vhodné se na pobřeží nevracet minimálně několik hodin po úderu poslední vlny.

### Amplituda
Na otevřeném oceánu dosahuje amplituda tsunami obvykle jen několika desítek centimetrů až jednoho metru. Vlivem dlouhé vlnové délky i periody jsou zde výkyvy hladiny velmi pozvolné, takže tsunami zpravidla neškodně míjí plavidla, aniž by si jejich posádky čehokoliv všimly. Ztráty energie jsou zanedbatelné a na volném moři se tak děje především vlivem geometrického šíření. Tsunami proto může překonat i celé oceány bez většího zeslabení. Jakmile vstoupí do mělkých vod u pobřeží, jeho pohyb zpomaluje. Obrovské množství energie se přitom koncentruje do stále menšího vodního sloupce, což vede k výraznému nárůstu amplitudy (výšky) vlny. Tento jev se nazývá shoaling. Výsledná vlna může při úderu na pevninu dosáhnout výšky několika až desítek metrů.

## Dopad na pobřeží

Simulace ukazující obtékání pobřeží a odrazy vln.

Doba, za kterou tsunami dosáhne pobřeží, závisí na vzdálenosti od místa jeho vzniku. Je-li blízko pevniny, může tato doba činit méně než hodinu, někdy i pouhé minuty. Čas na překonání rozlehlých oceánů, například Pacifiku, může trvat až 22 hodin. Tsunami obvykle tvoří více vln různé velikosti, z nichž první nemusí být nutně nejvyšší ani nejničivější. Jen vzácně mají podobu lámající se vodní stěny. Častěji se projevují jako rychle stoupající moře nebo mohutný příval vody. Vlny se skládají z hřebenu (vrcholu) a údolí (dolu). Pokud k pobřeží dorazí nejprve údolí, jehož nejnižší bod leží pod běžnou úrovní hladiny moře, dochází k dočasnému, někdy i výraznému ústupu moře – přirozenému varování před blížící se vlnou.
Tsunami nezasahuje pobřeží pouze jedním přímým směrem. Díky své dlouhé vlnové délce umí obtékat ostrovy či pobřežní výběžky a udeřit i na zdánlivě chráněné oblasti, například na místa ležící na odvrácené straně. Po nárazu na pevninu se může vlna částečně odrazit zpět. Tato odražená vlna může působit další škody i jinde, anebo interagovat s dalšími přicházejícími vlnami.
Účinky tsunami ovlivňuje tvar mořského dna a členitost pobřeží. Tyto faktory ji mohou oslabit, ale také výrazně zesílit. V úzkých zátokách ve tvaru „V“ nebo „U“ může vlna vlivem geometrického zaostření dosáhnout extrémní výšky. Prostorově vymezená místa, jako jsou přístavy či zálivy, ji mohou rovněž zesílit tzv. rezonanční oscilací, ke které dochází při shodě periody vlny s přirozenou frekvencí dané lokality. Na rovinatých pobřežích může tsunami penetrovat několik kilometrů do vnitrozemí. Tato horizontální vzdálenost se označuje jako inundace. Pronikání mohou dále usnadnit i říční koryta. Run-up představuje maximální výšku, do níž voda vystoupá nad běžnou hladinu moře v konkrétním místě.
Jakmile se k pobřeží blíží údolí následující vlny, začne se voda vracet zpět do moře. Tento zpětný proud dokáže být velmi silný a stejně jako inundační proud při zaplavování se podílí na škodách – mimo jiné transportem trosek, erozí a ohrožením osob stržených proudem.

Postup úderu tsunami na pláži Kata Noi (Phuket, Thajsko, 2004)
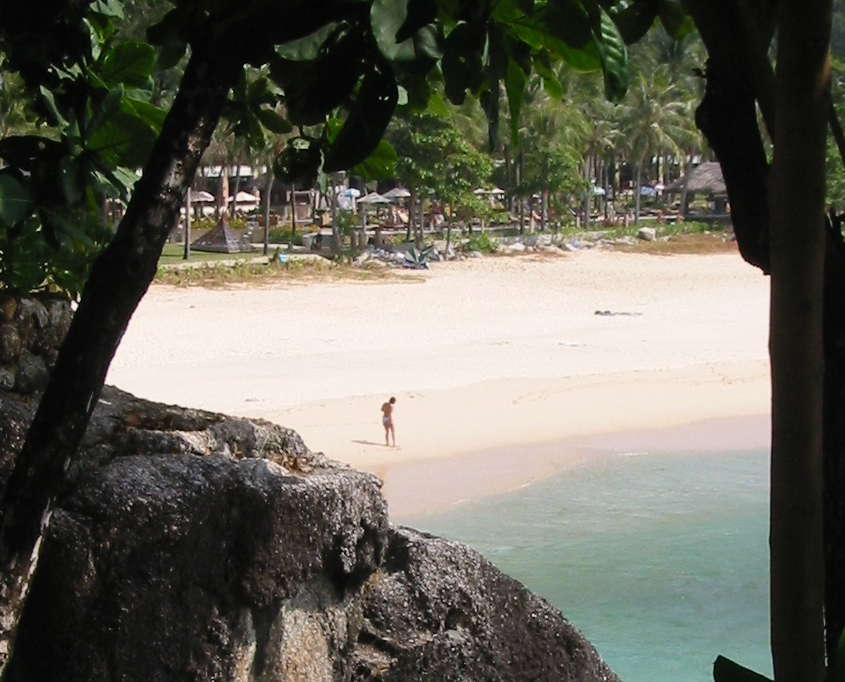
1. Normální stav moře před příchodem tsunami.
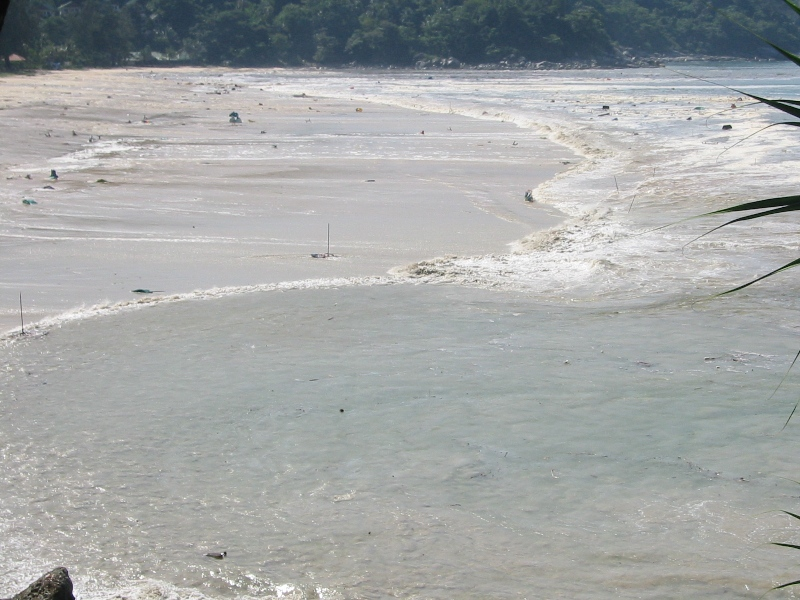
2. Počáteční ústup moře, obnažující mořské dno.
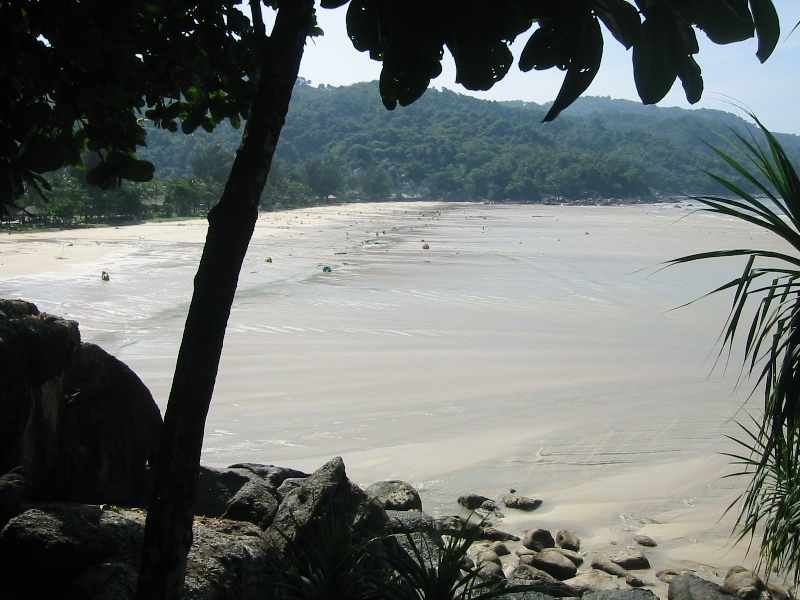
3. Maximální ústup vody.
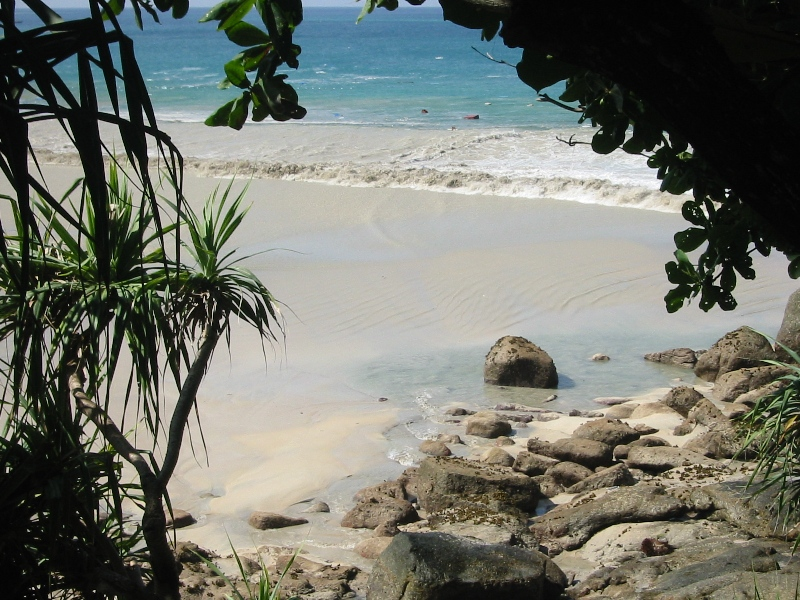
4. Přibližující se tsunami.
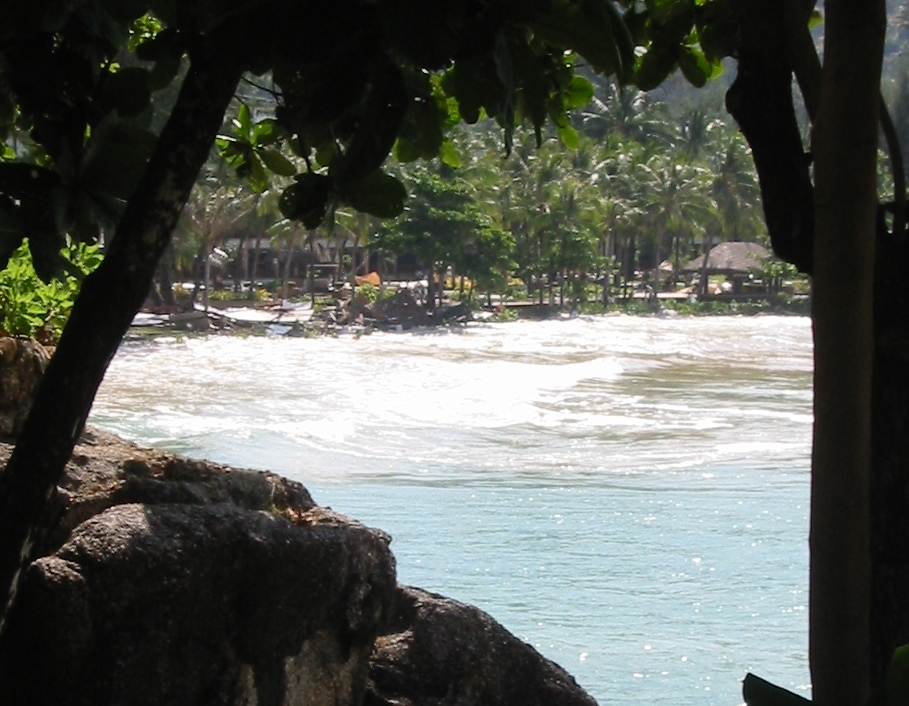
5. Vlna zaplavující pevninu.

## Výskyt
Tsunami se může odehrát v jakékoliv větší vodní ploše, tedy ve všech světových oceánech, mořích, jezerech a vodních nádržích. Nicméně nejčastěji vzniká v Tichém oceánu. Ten je lemován tzv. Ohnivým kruhem – 40 tisíc kilometrů dlouhým tektonickým pásem, většinou subdukčních zón, kde se nachází 75 % všech známých aktivních sopek a dochází tam k 90 % všech zemětřesení na světě.
Podle databáze NOAA dochází průměrně 2× ročně k tsunami, která má za následek úmrtí nebo materiální škody. Významnější události s ničivými účinky ve vzdálenosti více než 1000 km se objevují přibližně 2× za desetiletí.
| Oblast           | Četnost |
| ---------------- | ------- |
| Tichý oceán      | 78 %    |
| Atlantský oceán  | 9 %     |
| Středozemní moře | 6 %     |
| Indický oceán    | 5 %     |
| Ostatní oblasti  | 1 %     |

Nejčastěji k tsunami dochází u pobřeží:
- Japonska: (~20 % všech známých případů)
- Ruska – Kamčatka, Kurilské ostrovy: (~8 %)
- Indonésie: (~8 %)

Živel lze rovněž klasifikovat podle vzdálenosti ničivých účinků od místa svého vzniku:
- Lokální – zasahuje oblast do ~100 km od zdroje.
- Regionální – postihuje pobřeží do vzdálenosti 100 až 1 000 km.
- Vzdálené (transoceánské) – zasahuje oblasti více než 1 000 km od místa vzniku. Cesta přes oceán může trvat několik hodin.

### Výskyt v okolí Evropy

#### Středozemní a Černé moře

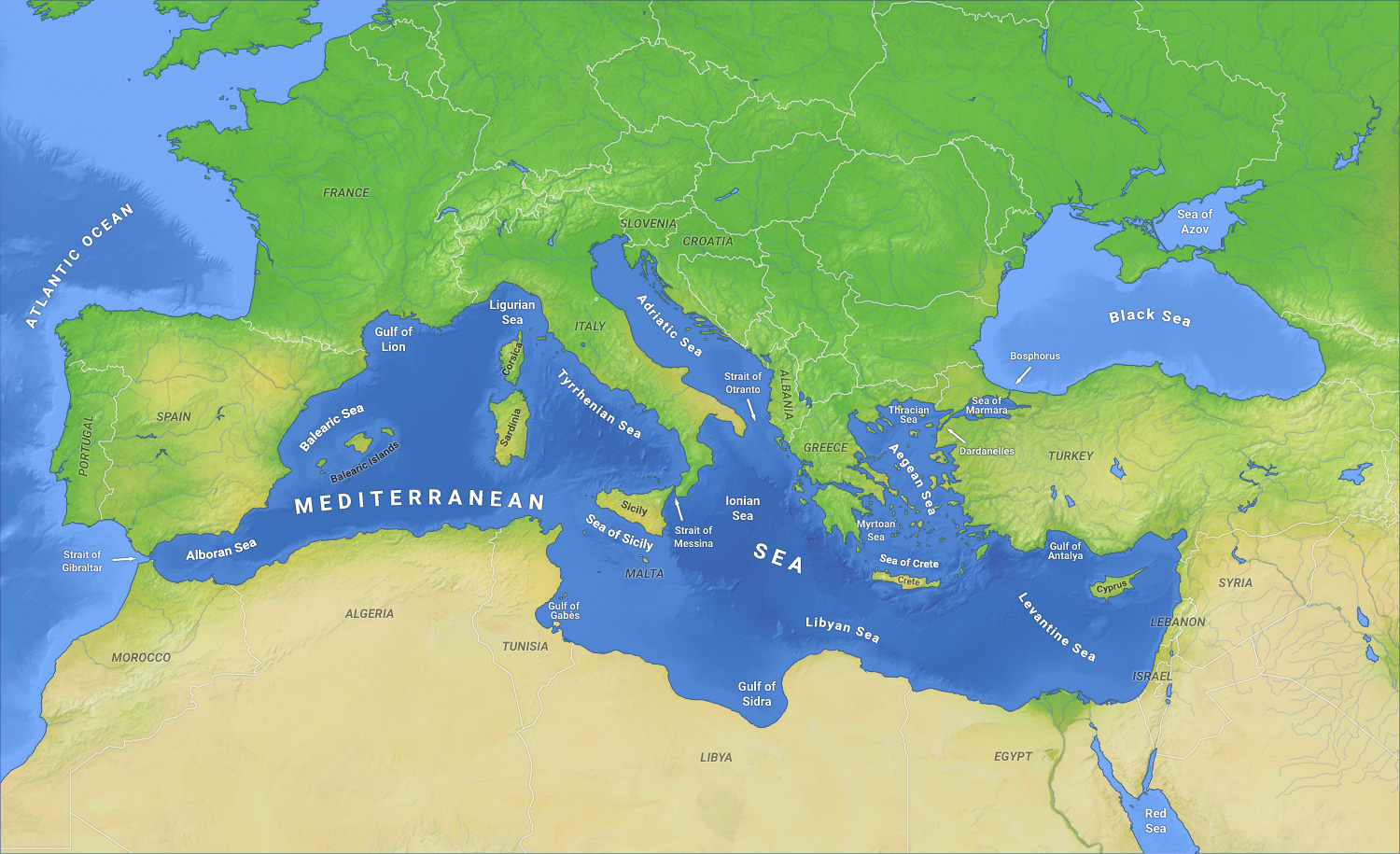
Mapa Středozemního moře.

Tsunami ve Středozemním moři nejsou nijak výjimečné. Od 5. století př. n. l. zde bylo zaznamenáno 256 událostí, z toho 87 v období mezi lety 1900–2021. Region se vyznačuje složitou tektonickou stavbou. Kromě střetu africké a euroasijské desky se zde nacházejí i mikrodesky, například egejská a anatolská, včetně komplexní sítě aktivních zlomů. Oblast je proto charakterizovaná vysokou seismicitou a vulkanickou činností. Mořské dno zde tvoří převážně strmý reliéf, který přispívá k častým podmořským sesuvům. Středozemní moře je obzvlášť zranitelné i při výskytu relativně slabého tsunami. Důvodem je husté osídlení pobřeží a rozsáhlý turistický ruch. Riziko dále zvyšuje velmi krátký čas na včasné varování a evakuaci, kdy první vlna může dorazit během několika minut. Složitá podmořská topografie a členité pobřeží mohou účinky tsunami zesílit, případně lokálně navýšit jeho výšku.
Obecně platí, že východní část Středomoří vykazuje vyšší riziko tsunami, než ta západní. Nejrizikovějšími oblastmi jsou vysoce seismogenní zóny, jako je Helénský oblouk jižně od Kréty a Messinská úžina na jihu Itálie. Dalšími problematickými oblastmi jsou Jaderské moře či okolí sopky Santorini. Mírně nižší riziko panuje u Kykladech v Egejském moři, u poloostrova Gargano, v Levantském moři, v Korintském zálivu a v západním polovině Středozemního moře – včetně Tuniska, Sicílie, Tyrhénského moře, Alborantského moře, Italské a Francouzské Riviéry. Nejnižší, přesto nezanedbatelné riziko existuje v Černém a Marmarském moři.
Významné historické případy:
- Erupce sopky Théry (~1600 př. n. l.) - mohutná erupce ostrovní sopky Théra měla za následek vznik až 20 metrů vysokého tsunami, které zasáhlo zejména nedaleké pobřeží severní Kréty.[118][119]
- Zemětřesení na Krétě 365 - velmi silné zemětřesení (o síle 8,5 Mw) v Helénském oblouku způsobilo ničivé vlny o výšce až 12 metrů, které zpustošily východní Středomoří, včetně Alexandrie.[120][121][122]
- Zemětřesení na Krétě 1303 - další zemětřesení (8,0 Mw) v Helénské subdukční zóně opět vyvolalo rozsáhlé tsunami ve východní částí Středozemního moře.[122][123]
- Zemětřesení v Messině 1908 - v průlivu mezi Sicílií a Kalábrií se odehrálo zemětřesení s magnitudem 7,1 Mw. Brzy ke břehům dorazila trojice až 12m vln, pravděpodobně způsobenými podmořským sesuvem. Ty zahubily dalších 2 tisíce osob a celkový počet obětí katastrofy dosáhl nejméně 60 tisíc mrtvých.[124][125][126]

#### Atlantický oceán
Lisabonské zemětřesení (8,5–8,7 Mw) z 1. listopadu 1755 představuje nejsilnější zaznamenanou seismickou událost na atlantickém pobřeží Evropy. Jeho původcem byl Azorsko-gibraltarském zlom, tvořící rozhraní africké a euroasijské desky. Následné vlny o výšce 5–30 m zdevastovaly břehy Portugalska, Španělska a Maroka, čímž přispěly k celkové bilanci 70 tisíc obětí. Asi před 8200 roky došlo u pobřeží Norska ke kolapsu kontinentálního šelfu Storegga. S odhadovaným objemem 2400 až 3200 km³ šlo o největší známý podmořský sesuv. Norsko a Shetlandy následně zasáhly vlny přesahující výšku 20 metrů. Evropu mohou rovněž ohrožovat potenciální obří sesuvy částí ostrovů v Kanárském souostroví. Takové události jsou ovšem extrémně vzácné, neboť k nim dochází průměrně jednou za 100 tisíc let. K atlantickému pobřeží Evropy se mohou v ojedinělých případech dostat i tsunami ze vzdálenějších míst, například z oblasti Karibiku.

#### Rudé moře
Rudé moře tvoří po většině své délky divergentní hranici mezi africkou a arabskou tektonickou deskou. Výjimkou je Akabský záliv, kde rozhraní přechází do Levantského transformního zlomu. Obecně platí, že severní i jižní části Rudého moře vykazují vyšší seismicitu, než centrální. Mořské dno se navíc vyznačuje poměrně velkou hloubkou a strmými podmořskými svahy, což vytváří podmínky pro výskyt podmořských sesuvů. V roce 1995 došlo v Akabském zálivu k zemětřesení o magnitudu 7,2 Mw. Nedaleké egyptské městečko Nuweiba poté zasáhla vlna tsunami dosahující výšky 3–4 metry. V oblasti Tiranském průlivu, poblíž letoviska Šarm aš-Šajch, byly objeveny geologické důkazy o sesuvu části podmořského svahu, k němuž pravděpodobně došlo přibližně před 500 lety. Vzniklá vlna mohla měřit okolo 10 metrů. V případě opakování události, zejména pokud by došlo ke kolapsu celého svahu, by výsledné tsunami mohlo dosáhnout výšky až 20 metrů.

## Neobvyklé typy tsunami

### Vnitrozemní tsunami

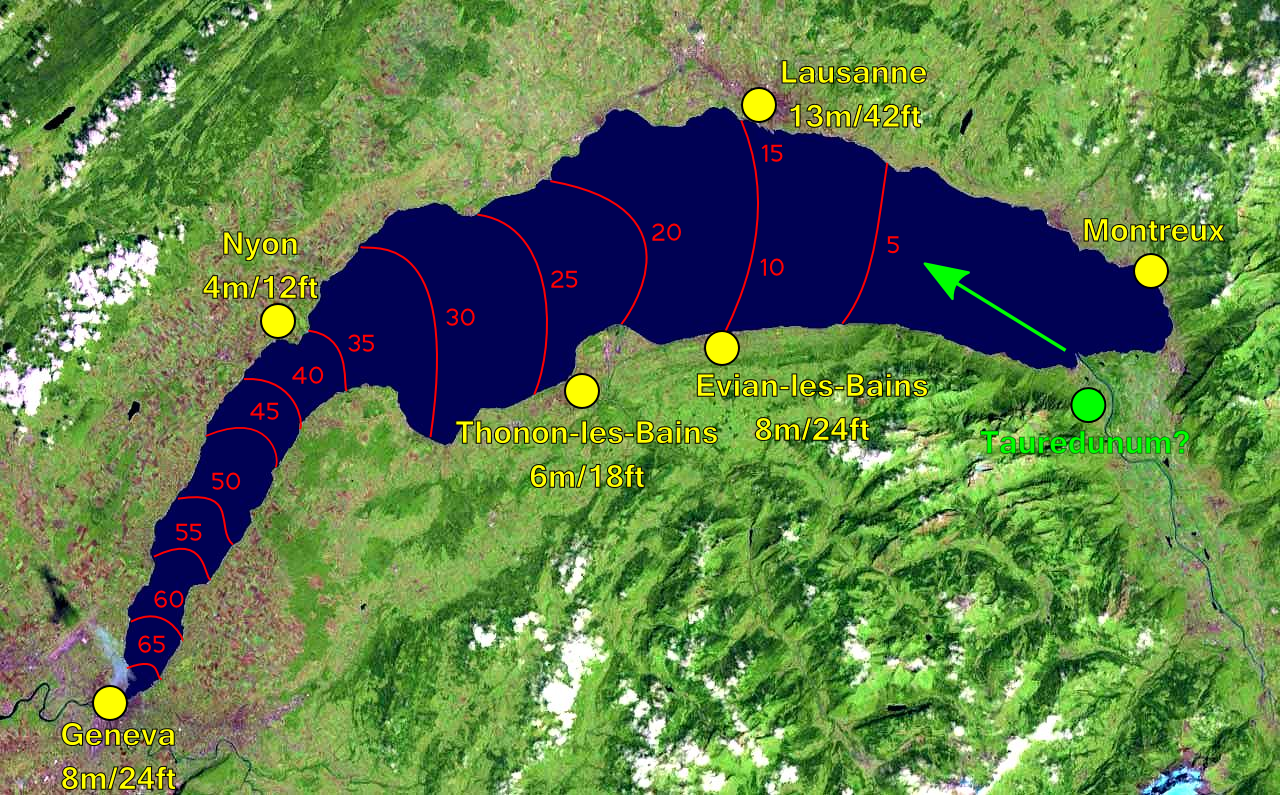
Znázornění šíření vln po sesuvu v oblasti Tauredunum na Ženevském jezeře (563 n. l.). Izolinie na mapě ukazují dobu (v minutách), za kterou tsunami dorazila do jednotlivých míst jezera.

Vnitrozemní tsunami je vzácné, avšak při vhodných podmínkách může být stejně ničivé. Obvykle je vyvolávají sesuvy půdy nebo podvodní sesuvy sedimentů. Spouštěč takové události může být také zemětřesení. Vzhledem k uzavřenému a omezenému prostoru, kde se energie nemůže účinně rozptýlit, mají vlny vysokou počáteční amplitudu (výšku) a ničivý potenciál, ačkoliv zasahují pouze omezené území. Mnohdy je k dispozici velmi málo času na jakoukoliv evakuaci, což komplikuje i nemožnost zřízení varovného systému.
V roce 563 n. l. došlo na Ženevském jezeře v Alpách k podvodnímu sesuvu sedimentů (událost Tauredunum) poblíž ústí řeky Rhôna. Vlna dle modelací měřila zhruba 13 m. Další podobné případy se odehrály i v jiných alpských jezerech, například v Lucernském jezeře v letech 1601 a 1687, nebo na jezeře Lauerz v roce 1806. V Severní Americe byl výskyt tsunami potvrzen u jezera Tahoe, kde se v minulosti rovněž odehrály masivní podvodní sesuvy.

### Megatsunami
Megatsunami označuje výjimečný typ tsunami, který vzniká náhlým a rozsáhlým přesunem hmoty do vodního prostředí. Nejčastější příčinou jsou gravitačně podmíněné události, zejména sesuvy. Ve vzácných případech může být spouštěčem i dopad impaktoru (komety nebo planetky). Takto vzniklé vlny mohou v blízkosti svého zrodu dosahovat výrazně vyšší amplitudy (výšky), často v řádu stovek metrů i více. Přestože mají tyto události obvykle lokální dosah, jejich ničivé následky mohou být extrémní.
Nejznámější událost se odehrála v roce 1958 v zálivu Lituya na Aljašce, kde sesuv vyvolaným zemětřesením způsobil vlnu, která na protilehlém svahu fjordu vystoupala do výšky přibližně 524 m. Další případy megatsunami se objevily v letech 1963 (přehrada Vajont), 1980 (laterální erupce sopky St. Helens), 2017 a 2023 (sesuvy v grónských fjordech).

### Meteotsunami
Meteotsunami (anebo také meteorologické tsunami) jsou dlouhoperiodické vlny vznikající působením silného větru nebo prudkých změn atmosférického tlaku. Pokud je původcem rychle se pohybující atmosférický systém (např. bouřková fronta nebo squall line), jehož rychlost se shoduje s rychlostí vyvolané vlny, dochází k tzv. Proudmanově rezonanci, která vede k výraznému zesílení meteotsunami. V některých případech může přesahovat výšku 1,8 metru a způsobit materiální škody nebo ztráty na životech, zejména pokud nastane v době přílivu nebo zasáhne hustě zalidněné pobřeží. Jeho výskyt byl zaznamenán například ve Středomoří, na Floridě nebo v USA (východní pobřeží a Velká jezera). Meteotsunami se někdy zaměňuje s tzv. seiche. Ty jsou oscilací vodní hladiny (stojaté vlny) s delší periodou a pomalejšími změnami hladiny, které se odehrávají převážně v uzavřených či polouzavřených vodních ploch. Seiche meteorologického původu vznikají, když náhlá změna atmosférického tlaku nebo silný vítr tlačí vodu na jednu stranu. Po odeznění pak hladina osciluje z jedné strany na druhou v řádu hodin až dní.

## Výzkum a varování

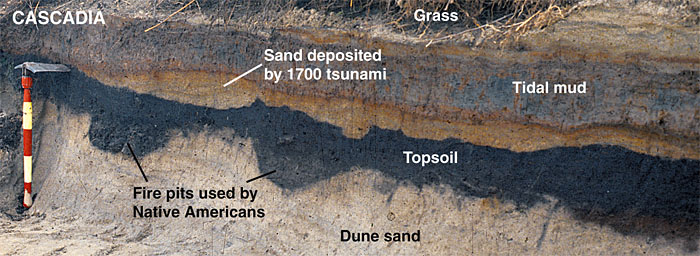
Půdní sonda v Oregonu, ukazující sediment písku (nad tmavou vrstvou původní ornice), který je pozůstatkem tsunami z roku 1700.

Výzkum tsunami se zaměřuje na porozumění mechanismům jejich vzniku, šíření a dopadů. Zkoumány jsou především zdroje tsunami, tedy tektonické zlomy, sopečné oblasti a potenciální sesuvná území, a to pomocí geofyzikálních měření, satelitních dat a dalších metod. Specifickou oblastí je paleotsunamiologie, která studuje sedimenty a další geologické stopy dávných tsunami prostřednictvím analýzy sedimentárních jader, půdních profilů a pobřežních teras. Tyto poznatky zpřesňují odhady četnosti a intenzity historických událostí a slouží k hodnocení dlouhodobého rizika v jednotlivých regionech.
Pro modelaci šíření tsunami oceánem a jejich interakce s pobřežím se využívají počítačové simulace. Vedle nich se uplatňují také praktické experimenty ve specializovaných zařízeních, která umožňují vytvářet vlny v laboratorních podmínkách – ve zmenšeném i reálném měřítku. Tato zařízení slouží nejen k ověřování numerických modelů, ale také k testování odolnosti infrastruktury (např. vlnolamů, hrází či budov) a k posouzení účinků eroze. Terénní výzkum zahrnuje měření reálných událostí – analýzu zaplavených oblastí, sběr sedimentů a detailní mapování dopadů tsunami. Zkoumá se rovněž vliv různých přírodních i umělých prvků, například korálových útesů či pobřežních hrází.

### Varovné systémy

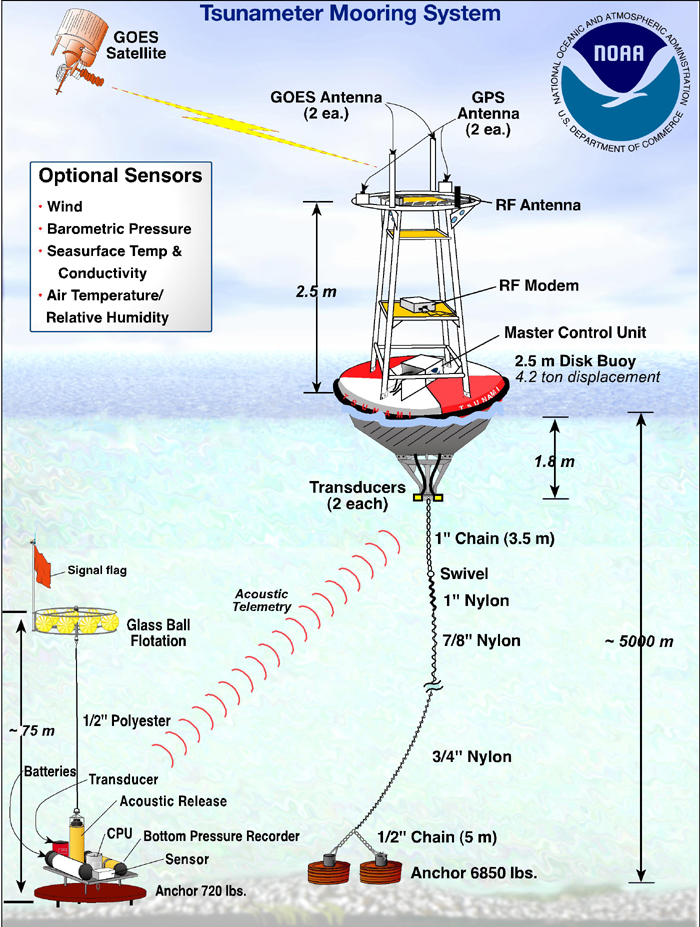
Schéma stanice DART, schopné detekovat průchod tsunami na hlubokém oceánu, na základě změny tlaku vody.

Současné systémy včasného varování před tsunami jsou primárně navrženy pro detekci seismogenních tsunami, tedy tsunami vyvolaných zemětřesením. Nedokáží tedy spolehlivě detekovat tsunami jiného původu, například způsobenými sopečnými erupcemi nebo sesuvy, a dosud neexistuje standardizovaný a účinný přístup k jejich včasné detekci a varování.
| Pro pevninské USA, Kanadu a stát Aljaška | Pro pevninské USA, Kanadu a stát Aljaška | Pro pevninské USA, Kanadu a stát Aljaška |
| ---------------------------------------- | ---------------------------------------- | ---------------------------------------- |
| Information Statement                    | Normální stav                            |                                          |
| Watch                                    | Bdělost                                  |                                          |
| Advisory                                 | Pohotovost                               |                                          |
| Warning                                  | Varování                                 |                                          |
| Mezinárodní výstraha                     |                                          |                                          |
| Threat                                   | Hrozba                                   |                                          |

Klíčovou součástí systému včasného varování před tsunami jsou varovná centra, jejichž hlavním cílem je minimalizace ztrát na životech a majetku. Impulsem k jejich zřízení byly často předchozí ničivé události. Varovné systémy se skládají ze dvou základních komponent: sítě senzorů pro detekci a komunikační infrastruktury pro rychlé varování ohrožených oblastí. Přímé varování je ve všech systémech šířeno prostřednictvím více komunikačních kanálů (např. internetu, rozhlasu, televize, SMS, e-mailu či Cell Broadcastu), stejně jako systémů pro upozornění obyvatelstva (např. sirény). Současně jsou informovány záchranné služby a ozbrojené složky. V rámci mezinárodní spolupráce předávají některá varovná centra (např. NOAA) varovné informace dalším státům, které následně samy určují, zda varování pro své území vydají.
Když pod mořským dnem či u pobřeží dojde k silnému zemětřesení, tak se nejprve vyhodnocují jeho parametry (magnitudo, hloubka hypocentra a mechanismus), k čemuž slouží síť seismometrů. Jelikož se seismické vlny šíří zemskou kůrou rychlostí 3-7 km/s, mohou být první varování vydány během několika minut. Další úrovní jsou bóje DART na hlubokém oceánu. Jejich měřící zařízení na mořském dně dokáže detekovat průchod tsunami na základě změny tlaku vody. Pokud se iniciace tsunami potvrdí, spouští se výpočetní modely, využívající data ze seismických sítí a bójí, digitální modely mořského dna (batymetrie) i topografie pobřeží. Tyto modely odhadují: výšku vln, čas příchodu, rozsah zaplavení pobřeží a jeho trvání. Na základě výsledků lze aktualizovat výstrahy nebo je případně zrušit. Tyto informace pomáhají místním správám a záchranným složkám naplánovat evakuaci, uzavírky silnic a další opatření.
Mezi varovné systémy patří:
- PTWC (Pacific Tsunami Warning Center) – provozuje NOAA na Havaji, pokrývá Tichomoří a Karibik.
- NTWC (National Tsunami Warning Center) – taktéž provozuje NOAA. Centrum sídlí na Aljašce, pokrývá pouze pevninské pobřeží USA a Kanadu.
- ICG/IOTWMS – pro oblast Indického oceánu.
- ICG/NEAMTWS – pro severovýchodní Atlantik a Středozemní moře.
- Japonsko – národní systém, spravovaný Japonskou meteorologickou agenturou, napojený na výstrahy před zemětřesením.
- Indie – národní systém INCOIS, založený po tsunami 2004.

## Ochrana a prevence

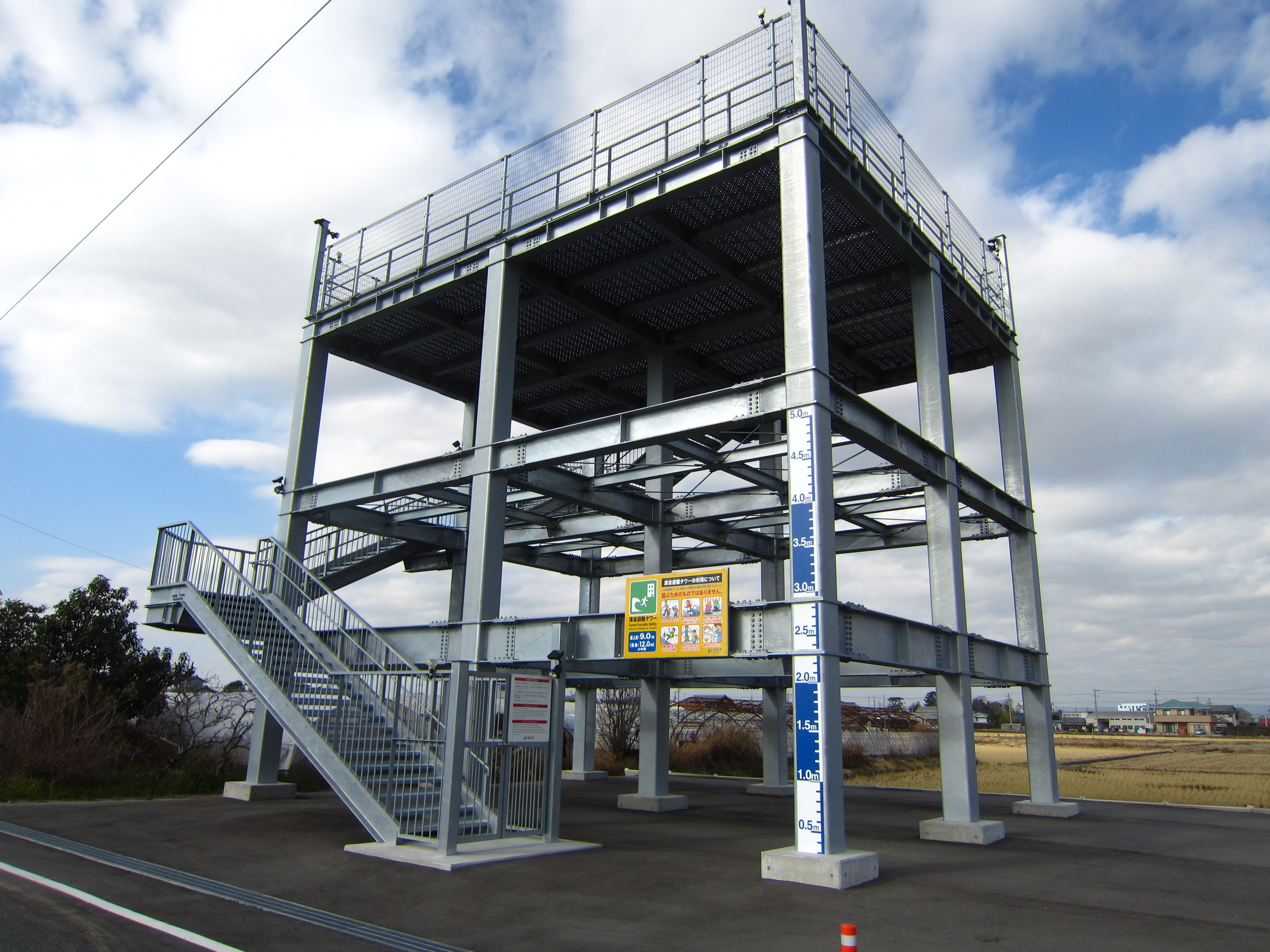
9 metrů vysoká evakuační věž Konakaze u japonského města Iwata, jejíž horní patro leží 12 metrů nad mořskou hladinou.

Ochrana před tsunami zahrnuje různá opatření, jejichž cílem je zmírnit dopady vln na lidské životy, majetek a infrastrukturu a zároveň zkrátit dobu reakce a zvýšit připravenost obyvatelstva.
Jedním z hlavních prostředků přímé ochrany jsou umělé a přírodní bariéry. Mezi umělé patří vlnolamy, jenž mohou absorbovat energii přicházejících vln, dále pobřežní zdi nebo zemní valy, které mohou zcela zamezit zaplavení pevniny nebo alespoň omezit jeho rozsah. Uplatnění nacházejí i přírodní bariéry, například korálové útesy či vegetační pásy mangrovů, keřů nebo pobřežních lesů z vhodně zvolených dřevin. Ačkoliv nezabrání průniku tsunami do vnitrozemí, hustá vegetace snižuje rychlost proudu, omezuje erozi a zachycuje plovoucí trosky. V nízko položených a rovinatých oblastech, kde nelze obyvatele včas evakuovat do vyvýšeného terénu, slouží jako ochrana vertikální evakuační úkryty (věže, umělé pahorky nebo vícepodlažní železobetonové budovy). Tyto struktury musejí být navrženy tak, aby odolaly zemětřesení i hydrodynamickému zatížení.
Klíčovou roli hraje územní a krizové plánování. Omezení nové výstavby v inundačních (záplavových) oblastech nebo uplatnění stavebních předpisů zohledňujících riziko tsunami snižuje potenciální škody. K efektivnímu plánování přispívá i topografické zaměřování terénu a následná počítačová modelace, která simuluje šíření vln a rozsah záplav. Výsledkem jsou mapy ohrožených oblastí, které slouží pro plánování infrastruktury, evakuace i krizového řízení. Krizová připravenost zahrnuje tvorbu evakuačních plánů, identifikaci kritické infrastruktury a koordinaci záchranných složek. Evakuační trasy a přístup k vyvýšeným místům musejí být předem určeny, označeny a udržovány.
Zásadním nástrojem prevence je informovanost obyvatel. Vzdělávání a osvěta zvyšují povědomí o rizicích, což umožňuje rychlejší a účinnější reakci veřejnosti. Obyvatelé pobřežních oblastí by měli znát přirozené signály blížící se tsunami (např. silné zemětřesení, rychlý ústup moře) i oficiální výstražné systémy. K prevenci přispívají i varovné cedule, informační kampaně, školení, pravidelné nácviky evakuace a znalost evakuačních tras i bezpečných vyvýšených míst.

## Význam

### Ekonomické dopady

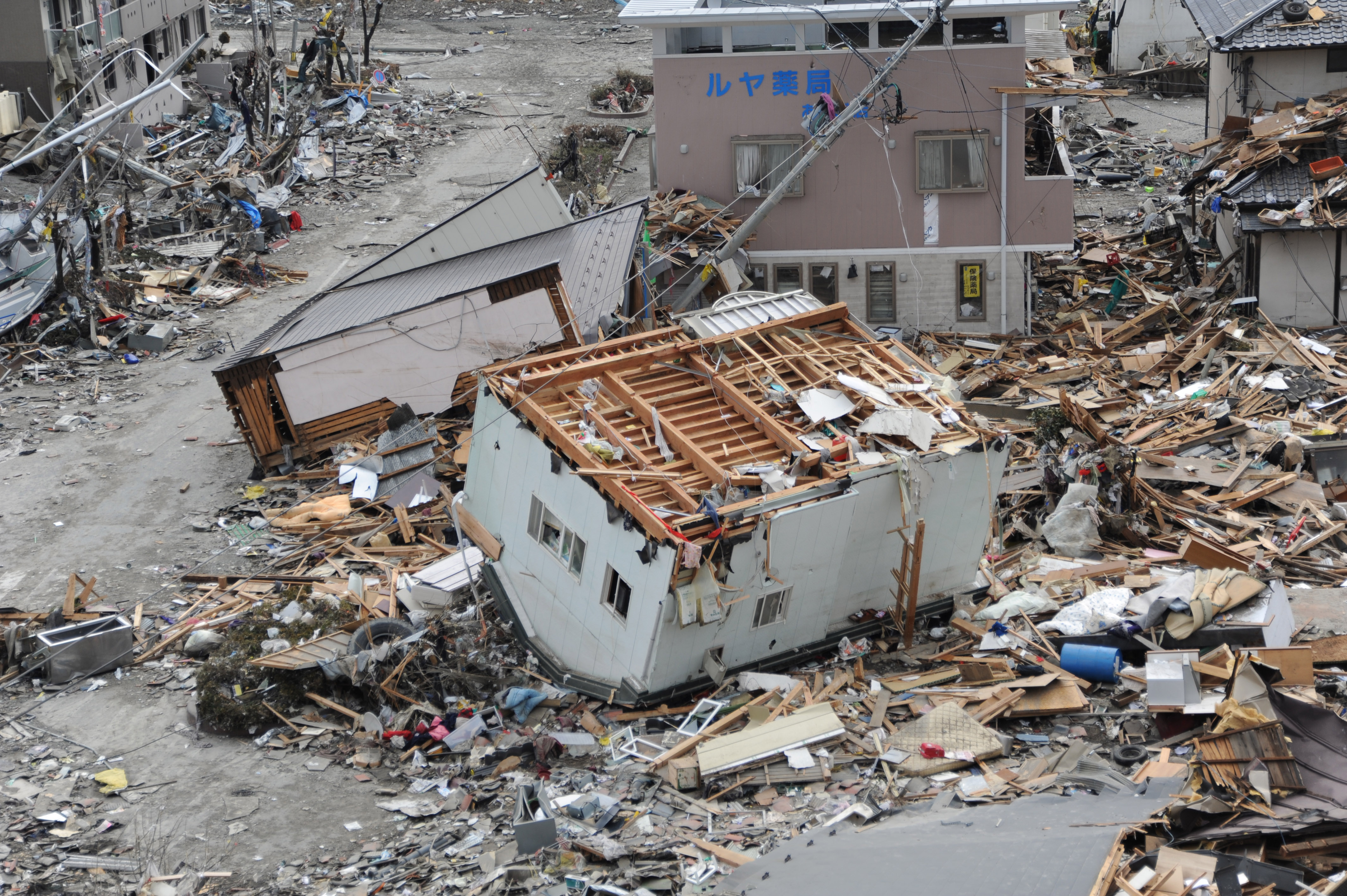
Ófunato, jedno z nejvíce postihnutých japonských měst tsunami z roku 2011. Vlny zde měřily téměř 24 metrů a zničily pětinu všech budov.

Tsunami způsobily v posledních desetiletích celosvětově škody v řádu stovek miliard amerických dolarů a připravily o život statisíce lidí. Velké události vedou k rozsáhlé destrukci a poškození infrastruktury a zástavby. Bezprostředně po katastrofě je nutná okamžitá humanitární pomoc přeživším v postižených oblastech. Následný úklid trosek, likvidace odpadu, demolice staticky narušených budov, výstavba nové infrastruktury a rekonstrukce lehce poškozených objektů představují obrovské finanční náklady zatěžující ekonomiku zasaženého státu. Tu dále negativně ovlivňuje také výpadek široké škály příjmů. Zničené přístavy a ztráty plavidel narušují obchod a místní rybolov, zatímco cestovní ruch, zemědělství či průmyslová výroba se často ocitají v dlouhodobém útlumu.
Ekonomické dopady však často přesahují samotnou obnovu zničených oblastí. Ztráta pracovních míst a příjmů obyvatel může vést k prohloubení chudoby a sociální nejistoty, zejména v regionech silně závislých na jedné činnosti, například rybolovu nebo turistice. Rekonstrukce a zahraniční pomoc sice krátkodobě podporují hospodářskou aktivitu prostřednictvím investic do výstavby a služeb, avšak celková obnova může trvat dlouhou dobu. Délka a kvalita zotavení závisí na míře koordinace pomoci, struktuře ekonomiky a schopnosti státu zajistit její efektivní využití.

### Dopady na životní prostředí
Tsunami mají výrazný a často dlouhodobý vliv na životní prostředí. Kromě samotného úhynu suchozemských živočichů způsobují i rozsáhlé mechanické poškození pobřeží a krajiny, při němž dochází k erozi a ničení vegetace. Zaplavené plochy jsou vystaveny působení mořské vody s vysokým obsahem rozpuštěných solí a sedimentů z mořského dna, které se usazují na pevnině. V zemědělských oblastech vede zasolení půdy ke zhoršení schopnosti rostlin přijímat vodu a živiny, což může způsobit výrazné snížení úrodnosti nebo i dočasnou nevyužitelnost pozemků. Sůl může proniknout i do sladkovodních systémů, například řek, jezer, mokřadů, podzemních vod, a ovlivnit jejich kvalitu. Při kontaminaci podzemních vod dochází ke znehodnocení studní a omezení dostupnosti pitné vody.
Změny salinity a fyzické narušení prostředí mají negativní dopad na pobřežní ekosystémy, jako jsou mangrovové porosty, korálové útesy či pobřežní mokřady. Ztrácejí druhovou rozmanitost a dochází k úbytku stanovišť pro řadu organismů. Narušení potravních řetězců může následně ovlivnit i hospodářské činnosti, zejména rybolov.
Destrukce a poškození staveb, infrastruktury a plavidel při tsunami vytváří značné množství trosek a dalších odpadů, které zůstávají na pevnině nebo jsou odplaveny do moře. Do prostředí se tak dostávají různé kontaminanty jako jsou ropné látky, splašky, chemikálie, plasty a další nebezpečné odpady, které mohou dlouhodobě poškozovat půdu, znečišťovat vodní biotopy a ohrožovat zdraví lidí i živočichů.

### Sociální dopady
Vysoký počet obětí a zraněných vede k náhlému narušení komunit a ke ztrátě rodinných příslušníků, přátel i sousedů. Miliony lidí mohou být donuceny opustit své domovy a dlouhodobě žít v provizorních podmínkách. Vysídlení a rozpad sociálních vztahů vedou k oslabení soudržnosti komunit a k vytváření nových zranitelných skupin obyvatelstva. Psychologické dopady mohou být stejně závažné jako fyzické ztráty. Přeživší často čelí traumatickým prožitkům, úzkostem, posttraumatické stresové poruše (PTSD) a depresím. Strach z opakování katastrofy a dlouhodobá psychická zátěž mohou ovlivňovat kvalitu života celé populace v postižených oblastech. Tyto následky se dotýkají nejen jednotlivců, ale i rodin a komunit, což komplikuje proces zotavování a návrat do běžného života. Sociální důsledky tsunami zahrnují také narušení vzdělávacího systému, zdravotní péče a dalších základních služeb. Ztráta těchto veřejných institucí přispívá k prodlužování krize a k omezení přístupu k podpoře. Vlivem vysídlení a nedostatku základních zdrojů se mohou zvyšovat sociální nerovnosti a riziko marginalizace některých skupin obyvatelstva.

## Katastrofální tsunami v dějinách
V dávné minulosti proběhlo mnoho tsunami. Obří tsunami o výšce až v řádu stovek metrů, která oběhla vícekrát celou zeměkouli, vznikla například po dopadu 10 až 12 km velké planetky do oblasti současného Mexického zálivu v době před 66 miliony let (tato událost souvisí s velkým vymíráním na konci křídy). Tsunami v pozdějších lidských dějinách pak dokládají i starověké masové hroby na pobřežích.
Dopad planetky na konci křídy vyvolal podle nových poznatků mohutnou tsunami, která se šířila po celém světě a měla 30 000× větší energii než tsunami z roku 2004, která způsobila katastrofu v Indonésii.

### 18. století

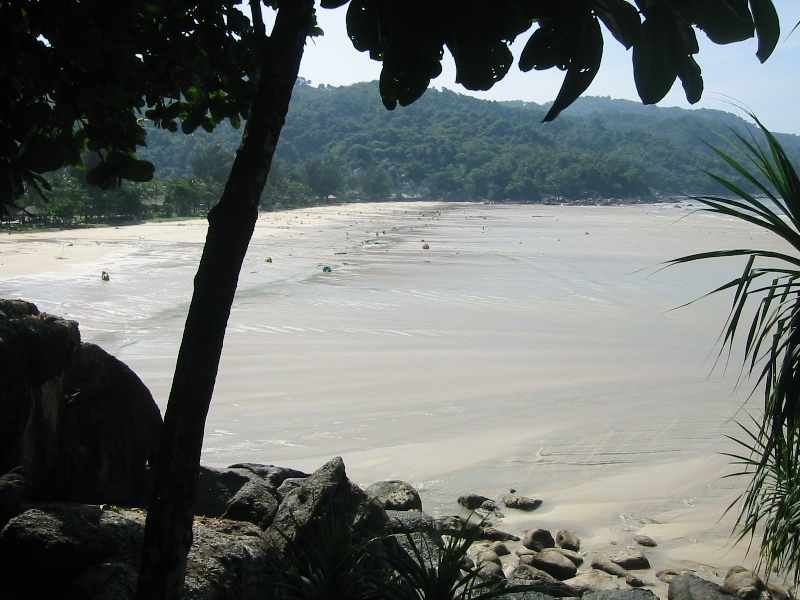
Tsunami na thajském pobřeží, 26. prosince 2004 – dočasný ústup vody před příchodem vlny

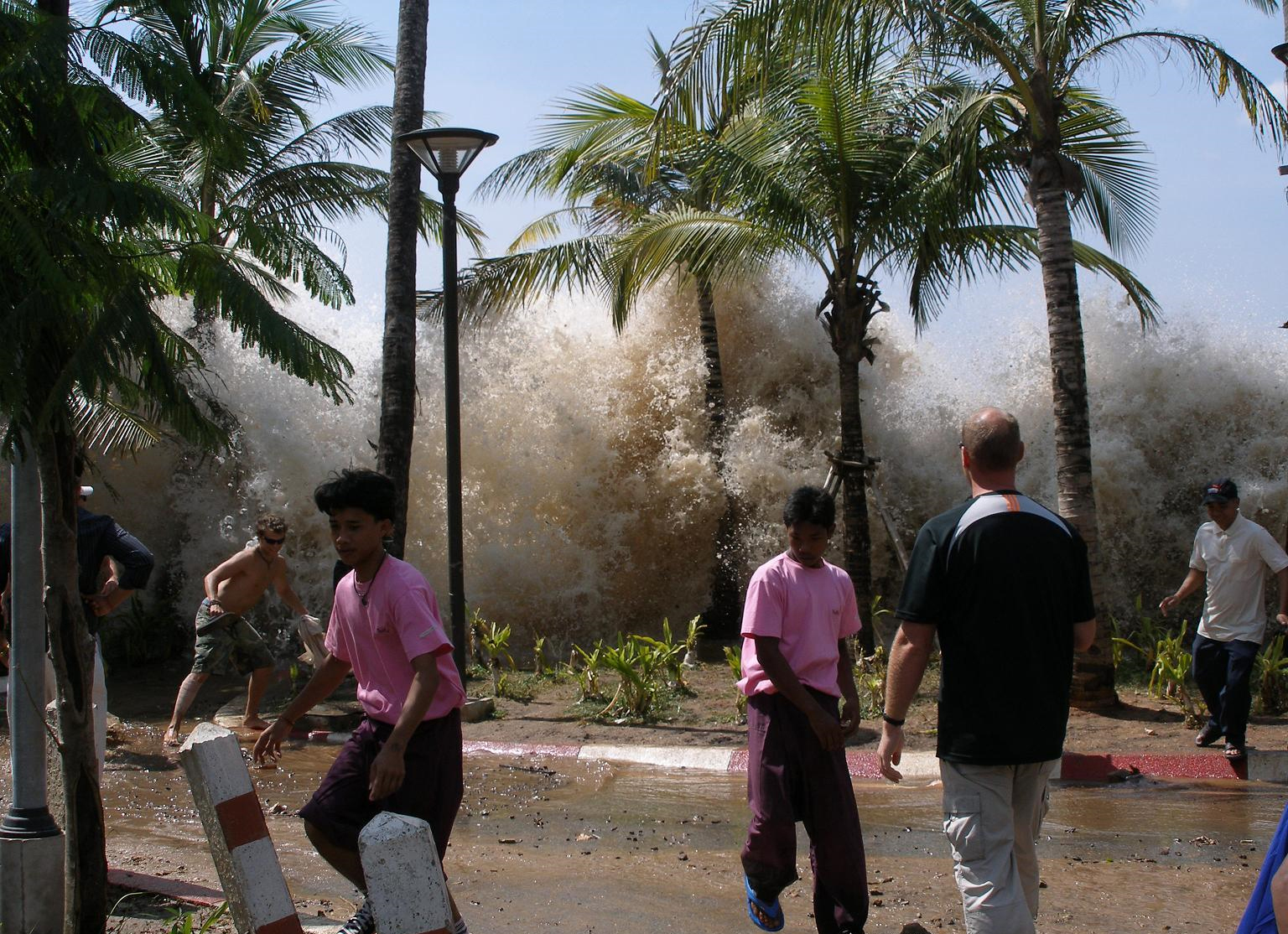
Tsunami na thajském pobřeží, 26. prosince 2004 – vlna přichází

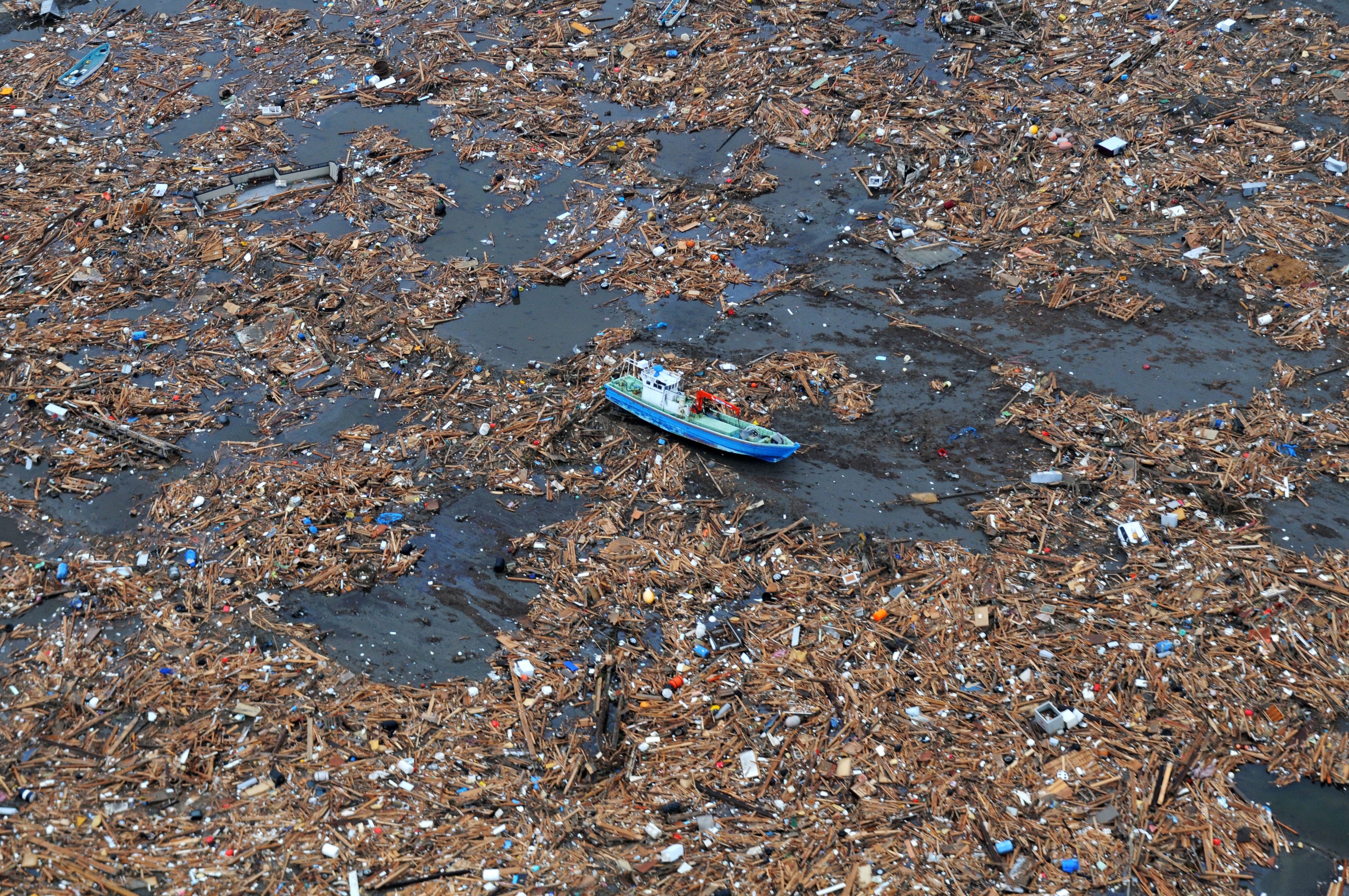
Spoušť po japonském tsunami 2011

Tisíce Portugalců, kteří přežili velké lisabonské zemětřesení v roce 1755, zemřely krátce poté, když dorazila vlna tsunami. Když voda ustoupila, v přístavu zbyly jen vraky lodí.

### 19. století
V roce 1883 explodoval sopečný ostrov Krakatoa v Indonésii. Série velkých tsunami o výšce přes 40 m (u pobřeží) se šířila celým světem, zemřelo nejméně 36 tisíc lidí.
15. června 1896 zasáhla japonský ostrov Honšú obrovská tsunami. Rybáři, kteří byli pouhých 30 km od pobřeží, ji vůbec nezaznamenali, ale na ostrově zabila 28 000 lidí a zničila 275 km pobřeží.

### 20. století
V roce 1908 zasáhlo Itálii v oblasti Messinského průlivu zemětřesení o síle 7,5 stupně Richterovy škály. Desetimetrová vlna zaplavila pobřežní sídla včetně Messiny a zanechala za sebou přes 200 000 mrtvých.
Tsunami v Severo-Kurilsku vyvolalo zemětřesení v blízkosti jižního cípu poloostrova Kamčatka (4. listopadu 1952 16:58:22 GMT), jehož epicentrum bylo vzdáleno asi 130 kilometrů, hypocentrum se nacházelo v hloubce asi 20 kilometrů. Síla zemětřesení je odhadována na 9,0 magnituda Richterovy stupnice. Při třech vlnách zahynulo 2336 osob z celkového počtu 6000 obyvatel města Severo-Kurilsk.
9. července 1958 došlo v zátoce Lituya Bay po otřesech ke skalnímu sesuvu. V poměrně těsném prostoru koutu zátoky se vlna na protějším břehu doslova vyšplhala do výšky přes 500 metrů. Celý úkaz byl popsán očitými svědky.
Silné zemětřesení o síle 9,6 stupně Richterovy škály v Chile 22. května 1960 vyvolalo tsunami, která způsobila rozsáhlé škody na Havaji a zasáhla i 16 800 km vzdálené Japonsko, kde zabila stovky lidí.
Devastující tsunami, která byla důsledkem zemětřesení 12. července 1993 o síle 7,8 Richterovy stupnice, zabila na malém japonském ostrově Okuširi poblíž ostrova Hokkaidó 202 lidí a stovky dalších zranila.
17. července 1998 zabila 12 m vysoká tsunami min. 2200 lidí na severním pobřeží Papuy Nové Guiney. Tsunami následovalo po zemětřesení o síle 7 Richterovy stupnice a následném podmořském sesuvu.

### 21. století
Další náhlá tsunami zasáhla pobřeží jihovýchodní Asie (Indie, Srí Lanka, Maledivy, Bangladéš, Myanmar, Thajsko, Malajsie a Indonésie) ráno 26. prosince 2004. Později zasáhla i další ostrovy v Indickém oceánu (Madagaskar, Seychely, Réunion a Mauricius) a také východní pobřeží Afriky (Somálsko, Tanzanie a Keňa). Vlna zabila asi 230 tisíc, postihla miliony lidí a způsobila rozsáhlé škody na tisících km pobřeží. Pocházela z podmořského zemětřesení o síle 9,2 stupňů Richterovy stupnice u severního cípu ostrova Sumatra. Tsunami dosahovala patnácti až třicetimetrové výšky.
30. září 2009 byla tsunami vyvolána zemětřesením o síle 8,3 stupně Richterovy škály u souostroví Samoa v Tichém oceánu. Je pravděpodobné, že většina lidí byla vlnou spláchnuta do moře. Konečný počet obětí je okolo 150. Byly stovky zraněných, ale většina z 220 000 ohrožených stihla utéct na bezpečné vyvýšeniny.
11. března 2011 došlo k jednomu z nejsilnějších zemětřesení u východního pobřeží japonského ostrova Honšú. Otřesy o síle 9,0 stupně Richterovy škály a následná až 38 m vysoká vlna tsunami usmrtila nejméně 28 tisíc lidí. Vlny poškodily i několik jaderných elektráren, zdaleka nejvíce Fukušimu I. Vlna místy zasáhla až 10 km do vnitrozemí a způsobila rozsáhlé škody na infrastruktuře, stavbách a průmyslu. Neméně závažné jsou ekologické škody, jelikož došlo vlivem poškození mnoha průmyslových podniků k úniku nebezpečných látek do ovzduší i půdy. Nejzávažnější je poškození jaderné elektrárny Fukušima I, kde došlo vlivem selhání chladicího systému k závažné havárii reaktoru, která je klasifikována stupněm 7, tzn. stejně jako havárie jaderné elektrárny v Černobylu. Okolí elektrárny je v okruhu 30 km evakuováno a bude trvale uzavřeno na mnoho let. Škody přesáhly 309 miliard dolarů, a proto se jedná o nejdražší katastrofu dějin.